# Războiul din Liban din 2006
Războiul din Liban din 2006, denumit și Războiul dintre Israel și Hezbollah, cunoscut în Liban ca Războiul din iulie  și în Israel ca Al doilea război libanez, a fost un conflict militar care a avut loc în Liban și în nordul Israelului. Principalii participanți au fost gruparea paramilitară pro Iraniană șiită Hezbollah și Armata Israeliană. Conflictul a început pe 12 iulie 2006 și a continuat până când o încetare a focului ordonată de Organizația Națiunilor Unite a intrat în vigoare la 14 august 2006, deși în mod oficial s-a încheiat la 8 septembrie 2006, când Israelul a ridicat blocada navală impusă asupra Libanului.
Conflictul a fost declanșat de un atac cu rachete al militanților Hezbollah lansat asupra unor autovehicule Humvee care patrulau pe teritoriul israelian, dincolo de gardul care marca granița. 
Ca urmare a ambuscadei, 3 soldați israelieni au fost uciși și alți doi soldați, despre care s-a crezut inițial că au fost uciși sau răniți grav, au fost luați prizonieri de Hezbollah în Liban. 
Alți cinci militari israelieni au căzut într-o încercare eșuată de salvare. Israelul a răspuns cu un atac aerian și cu focuri de artilerie asupra unor ținte din Liban, care au avariat infrastructura civilă libaneză, inclusiv Aeroportul Internațional Rafik Hariri (despre care Israelul a afirmat că era folosit de Iran pentru aprovizionarea Hezbollah cu armament), cu o blocadă aeriană și navală, și cu o invazie terestră în sudul Libanului. Hezbollah a lansat mai multe rachete asupra nordului Israelului și a atras armata israeliană într-un război de guerilă de pe poziții întărite.
Cel puțin 1.300 de oameni și-au pierdut viața din cauza conflictului, majoritatea fiind cetățeni libanezi, infrastructura civilă libaneză a fost grav avariată și au fost dislocați aproximativ un milion de libanezi și 300.000 - 500.000 de israelieni. După încetarea focului, părți din sudul Libanului nu au putut fi locuite din cauza bombelor cu dispersie israeliene neexplodate.
Pe 11 august 2006 Consiliul de Securitate al ONU a aprobat în unanimitate Rezolutia 1701 din 11 august 2006 a Consiliului de Securitate al Organizatiei Natiunilor Unite privind situatia din Orientul Mijlociu într-un efort de a pune capăt ostilităților. Rezoluția, care a fost aprobată de ambele guverne, libanez și israelian, a impus dezarmarea Hezbollahului și retragerea Israelului din Liban, sub controlul armatei libaneze și a unei mai mari forțe temporare ONU (UNIFIL) în sud, care a primit un mandat extins, inclusiv permisiunea de a folosi forța pentru a se asigura că aria sa de operațiuni nu este folosită pentru activități ostile și pentru a se apăra de eventualele atacuri care i-ar fi afectat capacitatea de exercitare a atribuțiilor.
Armata libaneză a luat în primire sudul Libanului începând cu data de 17 august 2006. Blocada a fost ridicată pe 8 septembrie 2006.
Pe 1 octombrie 2006 cea mai mare parte a trupelor israeliene se retrăsese din Liban, iar ultimele dintre acestea au continuat să ocupe satul Ghajar aflat de o parte și de alta a graniței.
Factic, Rezoluția ONU 1701/2006 nu a fost respectată deoarece atât guvernul libanez, cât și UNIFIL au declarat că nu vor dezarma organizația  Hezbollah. 
Cei doi soldați israelieni capturați, despre a căror soartă nu se cunoștea nimic, au fost repatriați pe 16 iulie 2008 ca parte a schimbului de prizonieri dintre Israel și Hezbollah.

## Fundal istoric
Atacurile pornite din sudul Libanului de Organizația pentru Eliberarea Palestinei împotriva Israelului au început în 1968, sub pretextul că în anul anterior Israelul a ocupat teritorii arabe; zona a devenit o bază importantă pentru atacuri după ce în anul 1979 la conducerea Organizației pentru Eliberarea Palestinei a venit gruparea Fatah care fusese expulzată din Iordania. Din acest moment, tensiunile demografice în creștere din cauza Pactului Național Libanez, care împărțise puterea între grupurile religioase cu 30 de ani în urmă, s-au acutizat și au dus, în parte, la izbucnirea războiului civil libanez (1975-1990). În aceeași perioadă Siria a început (în 1976) o ocupație militară a Libanului care a durat 29 de ani. Conflictul cu Israelul din sudul Libanului din 1978 nu a reușit să oprească atacurile palestiniene, astfel că în 1982 armata israeliană a pătruns din nou pe teritoriul Libanului și a expulzat Organizația pentru Eliberarea Palestinei.
Israelul s-a retras într-o zonă tampon situată la frontieră în sudul Libanului, păstrată cu ajutorul militanților mandatați ai Armatei Libanului de Sud.
Cu toate acestea, invazia a dus la crearea unui nou grup paramilitar shi'a, care în 1985 s-a impus din punct de vedere politic sub numele Hezbollah și a declarat că este necesară lupta armată pentru a pune capăt ocupației israeliene în teritoriile libaneze din sud.
Când s-a terminat războiul civil libanez și celelalte facțiuni care reprezentau o amenințare au fost de acord să depună armele, Hezbollah și Armata Libanului de Sud au refuzat. Zece ani mai târziu, în anul 2000, Israelul s-a retras din sudul Libanului către linia de frontieră stabilită de ONU și recunoscută la nivel internațional. Această retragere a dus la prăbușirea imediată a Armatei Libanului de Sud, iar organizația Hezbollah a preluat rapid controlul asupra zonei și, sub pretextul controlului israelian asupra regiunii Fermelor Shebaa și situația prizonierilor libanezi din Israel, Hezbollah a intensificat atacurile transfrontaliere și a folosit tactica luării de ostatici israelieni cu scopul de a obține un schimb de prizonieri, schimb care a și avut loc în 2004.

## Eforturile făcute pentru răpirea membrilor forțelor inamice în anul anterior conflictului
În iunie 2005, o unitate de parașutiști din cadrul Armatei Israeliene, care opera în apropiere de Fermele Shebaa, a atacat trei libanezi care fuseseră identificați ca membri ai forțelor speciale Hezbollah, ucigând o persoană. Casetele video recuperate de parașutiști conțineau filmări cu cei trei care înregistrau descrieri detaliate ale zonei și „se purtau prostește”.
De-a lungul următoarelor 12 luni, Hezbollah a avut trei încercări nereușite de a răpi soldați israelieni. Pe 21 noiembrie 2005, trupele speciale Hezbollah au încercat să atace un avanpost israelian din Ghajar, un sat situat de o parte și de alta a graniței dintre Liban și înălțimile Golan. Avanpostul fusese evacuat ca urmare a unei avertizări a serviciilor de informații și trei dintre militanții Hezbollah au fost uciși când trăgătorii de elită israelieni au provocat explozia unei grenade lansate cu un lansator de rachete antitanc portabil. O a patra persoană înarmată a fost ucisă la scurt timp după aceea.

## Începutul conflictului

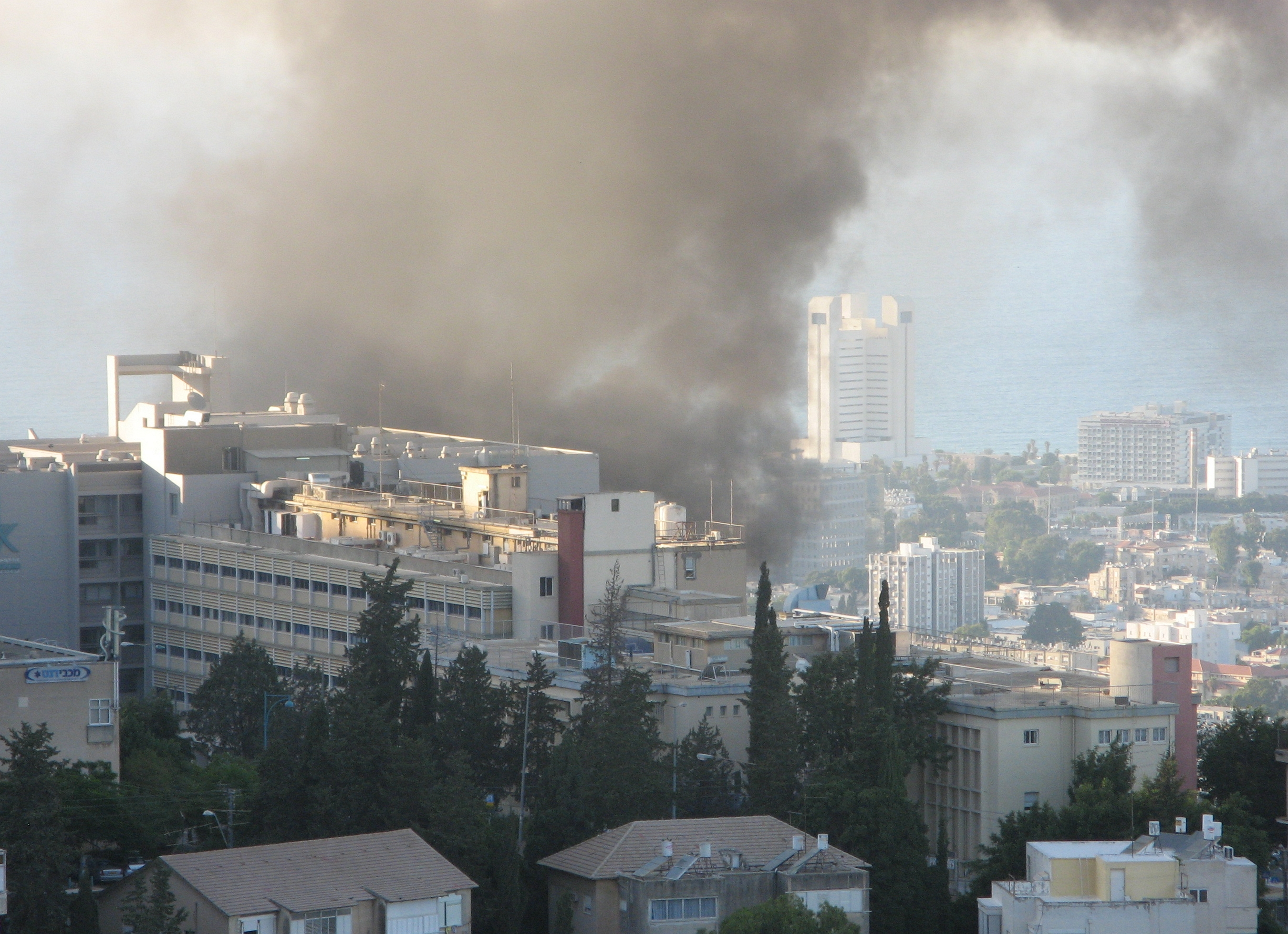
Fum deasupra orașului Haifa, Israel, după ce o rachetă lansată de Hezbollah a lovit orașul în apropiere de spitalul Bnei-Zion

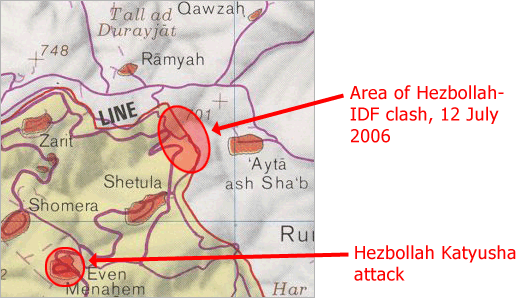
Harta incidentului de la Zar'it-Shtula

În ziua de 12 iulie 2006, în jurul orei locale 8:07 (05:07 UTC), Hezbollah a lansat un atac cu rachete asupra pozițiilor militare israeliene din apropierea coastei și de lângă satul de frontieră Zar'it, 
ca și asupra orașului israelian Shlomi și asupra altor sate. 
În același timp, un contingent terestru al Hezbollah a traversat frontiera stabilită de ONU și a pătruns în teritoriul israelian, a atacat două autovehicule israeliene HUMVEE, care patrulau pe partea israeliană a graniței, în apropiere de Zar'it, și au ucis trei soldați isrelieni, au rănit doi și au capturat alți doi(Ehud Goldwasser și Eldad Regev).
Alți cinci soldați israelieni au fost uciși, iar un tanc a fost distrus pe teritoriul libanez de frontieră într-o încercare nereușită de a-i salva pe soldații capturați.
Hezbollah a denumit atacul „Operațiunea Promisiuni Sincere” după promisiunile publice ale liderului Hassan Nasrallah făcute de-a lungul perioadei de un an și jumătate de dinainte de evenimente cu privire la capturarea unor soldați israelieni pentru a-i schimba cu patru libanezi ținuți prizonieri de Israel:
- Samir Kuntar (cetățean libanez capturat în timpul unui atac terorist din 1979, condamnat pentru uciderea unor civili și a unui ofițer de poliție);
- Nasim Nisr (cetățean israelian și libanez judecat și condamnat în Israel pentru spionaj);
- Yahya Skaf (cetățean libanez cu privire la care Hezbollah afirmă că a fost arestat în Israel; Israelul neagă)[58][59];
- Ali Faratan (un alt cetățean libanez cu privire la care Hezbollah afirmă că ar fi deținut în Israel).

Nasrallah a pretins că Israelul a încălcat o înțelegere anterioară cu privire la eliberarea acestor prizonieri și, cum încercările făcute pe cale diplomatică au eșuat, violența a rămas singura opțiune. 
Nasrallah a declarat: „Nicio operațiune militară nu va returna soldații capturați Israelului... Prizonierii nu vor fi predați decât pe o singură cale: negocieri indirecte și un schimb de prizonieri”
Prim-ministrul israelian Ehud Olmert a descris capturarea soldaților ca fiind un „act de război” comis de statul suveran Liban, 
a declarat că „Libanul va suferi consecințele acțiunilor sale” și a promis „un răspuns dureros și de anvergură”.
Israelul a acuzat guvernul libanez de organizarea raidului pentru că a acesta a fost pornit de pe teritoriul libanez, iar organizația Hezbollah avea doi miniștri în cabinetul libanez la acel moment.
Ca răspuns, prim ministrul libanez Fouad Siniora a negat că ar fi avut cunoștință de raid și a declarat că nu l-a trecut cu vederea.
O întâlnire de urgență a guvernului libanez a reafirmat această poziție.
Armata Israeliană a atacat ținte din interiorul Libanului cu focuri de artilerie și atacuri aeriene cu câteva ore înainte ca guvernul israelian să se reunească pentru a discuta cum trebuie să răspundă. Forțele aeriene israeliene au bombardat câteva zone din Liban (poduri, șosele și aeroportul din Beirut), 
un număr de 44 de civili fiind uciși în aceste atacuri. 
De asemenea, Forțele aeriene israeliene au luat la țintă rachetele cu rază lungă de acțiune ale Hezbollah și depozitele de rachete distrugând multe dintre acestea la sol în primele zile ale războiului.
Mai târziu, în cursul aceleiași zile (12 iulie 2006), guvernul a decis să îi autorizeze pe prim-ministru, pe ministrul apărării și pe adjuncții acestora să urmeze planul pe care aceștia l-au propus pentru acțiunea din Liban. I s-a cerut oficial prim-ministrului Olmert ca Armata Israeliană să evite să producă victime printre civili ori de câte ori este posibil.
Șeful Marelui Stat Major al Armatei Israeliene, Dan Halutz a spus: „dacă soldații nu sunt returnați, vom da ceasul Libanului cu 20 de ani înapoi” 
în timp ce liderul Comandamentului de nord al Armatei Israeliene Udi Adam a spus „Această afacere este între Israel și statul Liban. Unde trebuie atacat? O dată ce este în interiorul Libanului, orice este legitim - nu doar sudul Libanului, nu doar linia posturilor Hezbollah”.  
Pe 12 iulie 2006, guvernul israelian a promis că va „răspunde agresiv și cu asprime celor care au desfășurat acțiunea de astăzi și sunt responsabili pentru aceasta” 
În comunicatul dat de guvernul israelian s-a afirmat, în parte, că guvernul libanez a fost responsabil pentru acțiunea care a avut punctul de plecare pe teritoriul său". 
Un colonel israelian în retragere a explicat că motivul atacului a fost acela de a crea o ruptură între populația libaneză și simpatizanții Hezbollah printr-un preț greu pretins de elitele din Beirut.
Pe 16 iulie guvernul israelian a dat un comunicat prin care a explicat că, deși Israelul s-a angajat într-un război pe teritoriul Libanului, acest război nu este îndreptat împotriva guvernului libanez. S-a arătat în comunicat că „Israelul nu se luptă cu Libanul, ci cu teroriștii de pe teritoriul acestuia, conduși de Nasrallah și de clica acestuia, care au făcut ca Libanul să fie ostatic și au creat enclave de teroriști ucigași patronate de sirieni și de iranieni”.
Când, în august, a fost întrebat despre proporționalitatea răspunsului, prim-ministrul Olmert a declarat că „războiul a început nu numai prin uciderea a 8 soldați israelieni și prin răpirea altor doi, ci și prin lansarea rachetelor Katiușa și a altor rachete către orașele din nordul Israelului în aceeași dimineață. Nediscriminatoriu.” A adăugat apoi: „nicio țară din Europa nu ar fi răspuns cu o atitudine atât de reținută ca aceea a Israelului”.

## Operațiunile desfășurate de Hezbollah

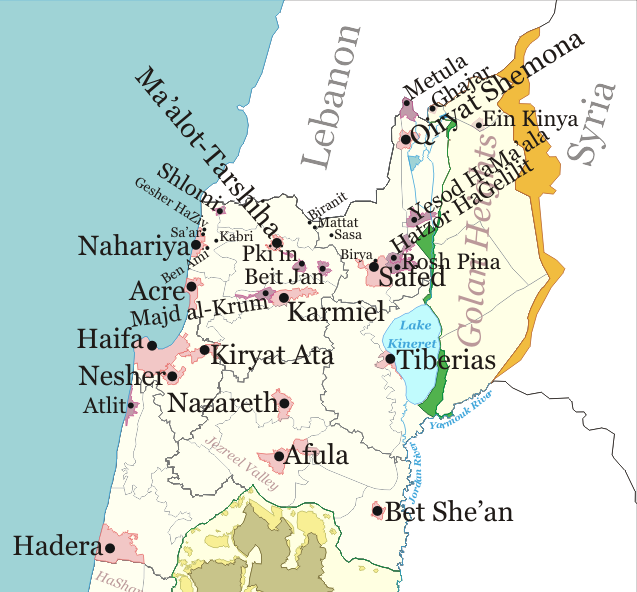
Pe hartă sunt indicate câteva din localitățile israeliene atacate de rachete lansate de pe teritoriul Libanului în ziua de 7 august.

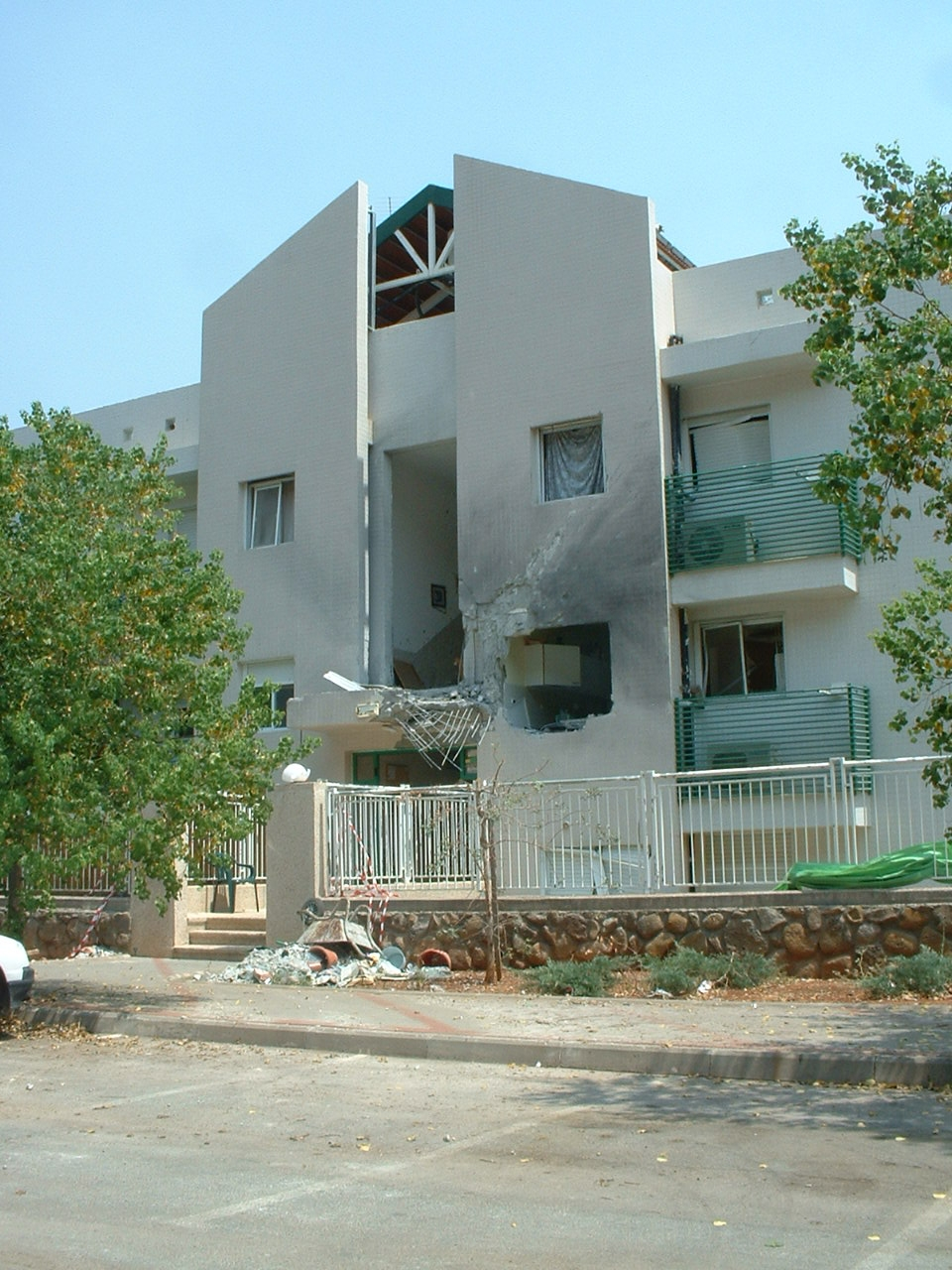
Avariile produse unei clădiri din Kiriat Şmona după ce a fost lovită de o rachetă

În timpul campaniei, organizația Hezbollah a lansat între 3970 și 4228 de rachete într-un ritm de mai mult de 100 pe zi, valori fără precedent după războiul dintre Iran și Irak. 
Aproape 95% dintre acestea au fost rachete de artilerie Katiușa de 122 mm (4,8 inch) care aveau o focoase de până la 30 kg (19 lb) și o rază de acțiune de 30 km (19 mile). 
Se estimează că 23% din rachetele lansate au lovit orașe și zone construite din nordul Israelului, iar celelalte au lovit zone deschise.
Au fost lovite orașele mari: Haifa, Hadera, Nazaret, Tiberias, Nahariia, Safed, Shaghur, Afula, Kiriat Șmona, Beit She'an, Karmiel, Acra și Ma'alot-Tarshiha și zeci de orășele, kibuțuri, moshavuri și sate de arabi din Israel. A fost lovită și Cisiordania
Hezbollah s-a angajat și într-o luptă de guerilă cu Armata Israeliană, luptând din poziții fortificate, adesea în zonele urbane, prin 
executarea unor atacuri cu unități mici, bine înarmate. Au produs probleme grave Armatei Israeliene, mai ales prin folosirea unor rachete antitanc ghidate fabricate în Rusia (ATGM). Potrivit programului de administrare a tancurilor Merkava, un număr de 52 de tancuri principale 
de luptă (MBT) Merkava au fost avariate, din care 45 de diferite tipuri de rachete antitanc ghidate. Rachetele au penetrat blindajul a 22 de 
tancuri, dar numai 5 au fost total distruse (2 dintre acestea de dispozitive explozive improvizate). Organizația Hezbollah a produs și alte 
pagube prin folosirea rachetelor antitanc ghidate pentru a dărâma clădirile în care se adăposteau trupele israeliene.
După primul răspuns al israelienilor, Hezbollah a declanșat alerta militară generală. S-a estimat că organizația Hezbollah ar fi avut 13000 de rachete la începutul conflictului. 
Cotidianul israelian Haaretz a descris organizația Hezbollah ca având o infanterie antrenată, competentă, bine organizată și foarte motivată care a fost echipată cu cele mai moderne arme procurate din Siria, Iran, Rusia și China.
Postul de televiziune Al-Manar, aparținând Hezbollah, a anunțat că atacurile au inclus folosirea rachetelor de artilerie Fajr-3 și Ra'ad 1, ambele fiind produse de Iran.
Cu privire la atacuri, Hassan Nasrallah a declarat că Hezbollah a „început să acționeze cu calm”, că „ne-am concentrat asupra bazelor militare israeliene și nu am atacat nicio așezare, deși, încă din prima zi, inamicul a atacat orașele libaneze, a ucis civili și a țintit infrastructura libaneză” Hezbollah le-a cerut arabilor din orașul israelian Haifa să plece de acolo  
și a continuat să lanseze rachete înspre nordul Israelului.
Conform unui raport ONU, pe la mijlocul lunii iulie 2006, Uniunea Tribunalelor Islamice din Somalia a trimis aproximativ 720 de oameni în Liban să lupte alături de Hezbollah împotriva Armatei Israeliene. În schimbul ajutorului dat de forțele militare somaleze, Hezbollah a intervenit pentru ca Uniunea Tribunalelor Islamice să primească un sprijin suplimentar din partea guvernelor din Iran și din Siria. Totuși, cotidianul The New York Times, fundația The Jamestown Foundation și reacția inițială a guvernului israelian au pus la îndoială acuratețea acestui raport.

## Operațiunile desfășurate de Israel
În timpul campaniei, Forțele Aeriene Israeliene au desfășurat peste 12.000 de misiuni de luptă, Marina Israeliană a lansat 2.500 de proiectile, iar Armata Israeliană a lansat peste 100.000 de proiectile.
O mare parte din infrastructura civilă libaneză a fost distrusă, inclusiv 640 km de șosea, 73 de poduri și 31 de ținte ca Aeroportul Internațional Rafic Hariri, porturi, fabrici de tratare a apei și instalații de tratare a apelor uzate, centrale electrice, 25 de stații de benzină, 900 de spații comerciale, până la 350 de școli, două spitale și 15.000 de locuințe. Peste 130.000 de case au fost avariate.
Atacurile s-au concentrat și asupra bazelor militare Hezbollah, centrelor de comandă, pozițiilor de lansare, depozitelor de rachete cu rază lungă de acțiune și asupra bazelor militare libaneze, producând pagube importante armatei Hezbollah și celei libaneze și distrugând la sol cea mai mare parte a rachetelor cu rază lungă de acțiune aparținând Hezbollah. Israelienii au lansat cu succes câteva operațiuni de comando care au produs pierderi mari pentru Hezbollah și au dus la capturarea de echipament militar. Cele mai importante atacuri terestre desfășurate de Armata Israeliană s-au concentrat asupra zonelor urbane ocupate de Hezbollah. În timpul confruntărilor directe, pierderile suferite de Hezbollah au fost mai mari decât cele suferite de israelieni.
Forțele israeliene au găsit și au distrus o mare parte din infrastructura militară a Hezbollah, inclusiv mari cantități de arme și multe facilități ascunse.
Ministrul israelian al apărării, Amir Peretz, le-a ordonat comandanților să pregătească planurile de apărare civilă. Un milion de israelieni a trebuit să stea în apropierea sau în interiorul adăposturilor antiaeriene, iar 250.000 de civili au fost evacuați din zonele de nord și relocați în alte zone ale țării.

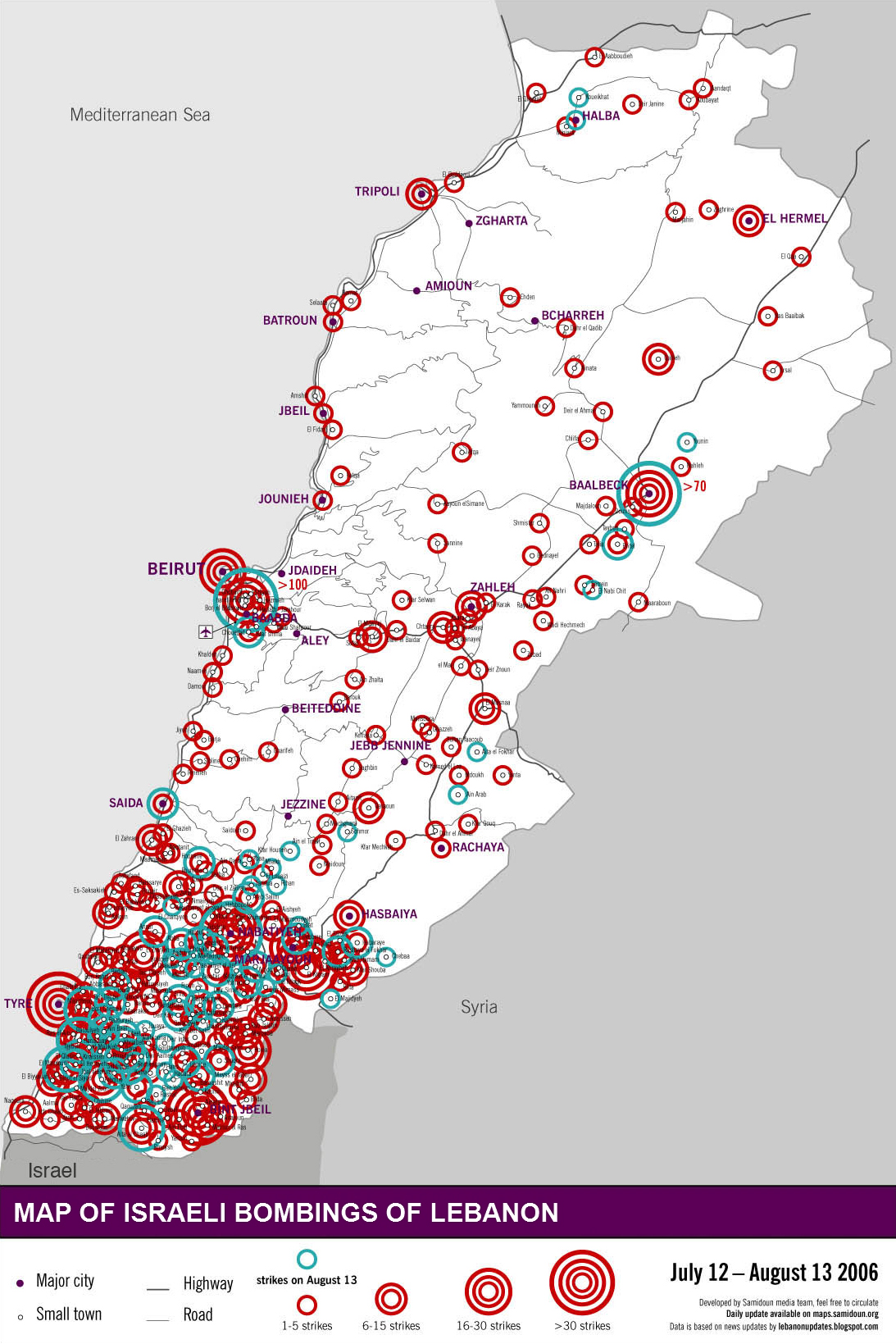
Zonele din Liban țintite de bombardamentele israeliene din 12 iulie până în 13 august 2006

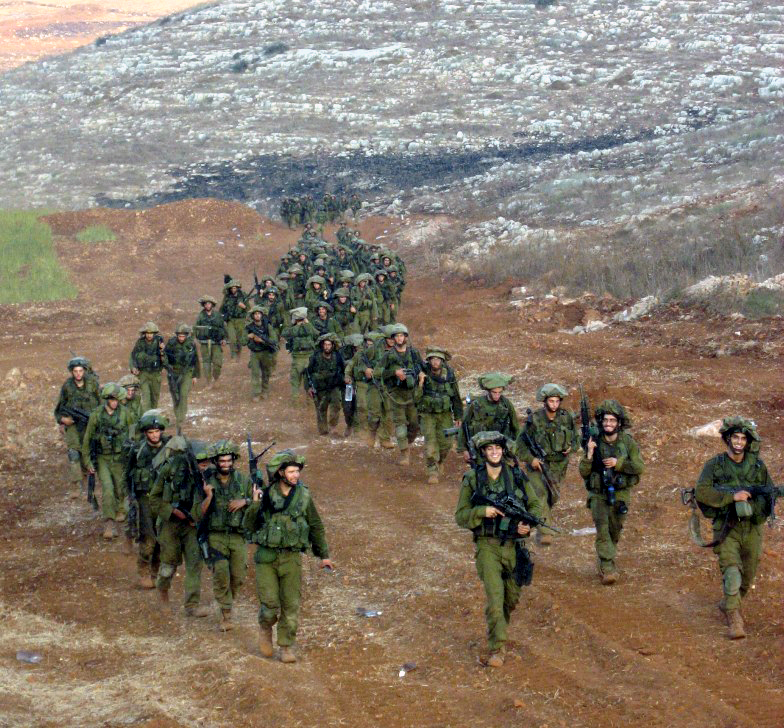
Soldați israelieni din cadrul diviziei Nahal (infanteria Armatei Israeliene), părăsind Libanul

## Cronologia conflictului

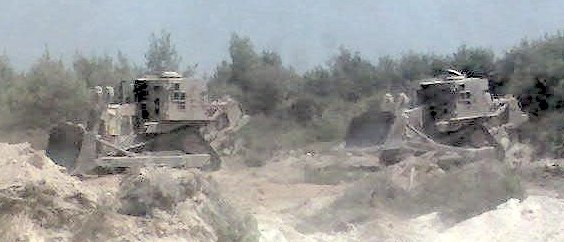
Buldozere blindate IDF Caterpillar D9N distrug un buncăr al organizației Hezbollah.

- Pe 12 iulie 2006 Hezbollah a lansat rachete asupra orașelor Zar'it, Shlomi și asupra altor zone, rănind cinci civili. Trupele Hezbollah au pătruns în Israel și au atacat cu dispozitive explozive și cu rachete antitanc două autovehicule blindate de tip HUMVEE aparținând Armatei Israeliene. Trei soldați israelieni au fost uciși în acest atac terestru, doi au fost răniți, capturați și transportați în Liban, unde au murit din cauza rănilor. În timpul operațiunii de salvare a celor doi soldați răpiți au fost uciși alți doi soldați, iar un tanc a fost distrus[55].

După această operațiune, luptătorii Hezbollah au încercat să atace avanposturile israeliene de la frontieră. Câțiva luptători Hezbollah au fost uciși, dar atacurile au fost respinse.
Israelul a răspuns cu atacuri aeriene, navale și de artilerie asupra Libanului. Un luptător Hezbollah și 44 de civili au fost uciși.
- Pe 13 iulie 2006 avioanele israeliene au bombardat Aeroportul Internațional Rafic Hariri din Beirut, singurul aeroport comercial al Libanului. Toate cele trei piste au fost avariate grav, astfel că aeroportul a fost închis, iar zborurile au fost deviate spre Cipru. Israelul a pretins că aeroportul era folosit de Hezbollah pentru contrabanda cu arme. Marina Israeliană a impus o blocadă navală asupra porturilor libaneze, iar Forțele Aeriene Israeliene au blocat spațiul aerian al Libanului. Israelul a bombardat și autostrada Beirut-Damasc[103]. Atacurile aeriene s-au concentrat asupra rachetelor cu rază lungă de acțiune și depozitelor de rachete aparținând Hezbollah. Mare parte din acestea au fost distruse în primele zile ale conflictului[71][72].

Până pe 8 august, atacurile aeriene israeliene distruseseră 100 de platforme de lansare a rachetelor și 11 lansatoare mobile de rachete.
Organizația Hezbollah a lansat primul atac cu rachete asupra orașului Haifa, lovind o stație de telecabină și alte câteva locuri din oraș. Doi civili au fost uciși.
- Pe 14 iulie 2006 Armata Israeliană a bombardat birourile lui Nasrallah din Beirut[106]. Nasrallah s-a adresat Israelului spunând „Ați vrut un război deschis, astfel că ne îndreptăm spre un război deschis. Suntem gata pentru acesta”[107] Într-o încercare de a forța blocada navală, Hezbollah a atacat corveta INS Hanit cu ceea ce s-a crezut a fi o rachetă anti-navă ghidată prin radar de tipul C-802. Au fost omorâți 4 membri ai echipajului, iar nava a fost scoasă din funcțiune. Trei săptămâni  mai târziu, nava fusese reparată și și-a reluat misiunea de luptă[108]. Un copil israelian și bunica acestuia au fost uciși de o rachetă lansată de Hezbollah în Meron[105]. Trei rachete Katiușa lansate de Hezbollah au lovit baza militară israeliană de la Biranit.
- Pe 15 iulie 2006 Forțele Aeriene Israeliene au țintit și au distrus cartierul general al Hezbollah din Haret Hreik, precum și câteva birouri și reședințe aparținând liderilor Hezbollah[104][109].  Forțele Aeriene Israeliene au atacat și au distrus radarele libaneze de coastă[110].  Mitralierele de pe elicopterele israeliene au bombardat obiective din centrul Beirutului. Navele de război israeliene au bombardat farul din Beirut și cele patru porturi ale orașului. Amir Peretz, ministrul apărării din Israel, a declarat legea marțială în nordul Israelului. Au fost mutate în această zonă trei baterii de rachete Patriot care au fost amplasate în afara orașului Haifa[104].
- Pe 16 iulie 2006 Israelul a activat în Haifa sistemul de avertizare cu privire la atacurile cu rachetă, care pornea sirenele de alarmare cu un minut înainte ca racheta să lovească ținta[104].
- Pe 17 iulie 2006 unele din unitățile terestre ale armatei israeliene au avansat rapid 1 km în interiorul Libanului și au demolat cu buldozere blindate avanposturile folosite de Hezbollah[111]. Un atac cu rachete al Hezbollah a lovit un depou de cale ferată și 8 muncitori au fost uciși. Hezbollah a declarat că atacul său a fost îndreptat împotriva unei instalații de mari dimensiuni folosită de israelieni pentru depozitarea combustibilului, care era situată în apropierea căii ferate. În Haifa se află facilități strategice ca șantierul naval, rafinării, mijloace de transport și baze militare[112][113].

- Pe 18 iulie 2006 Hezbollah a lovit un spital din Safed, un oraș situat în nordul provinciei Galileea. Opt persoane au fost rănite[114]. Un civil israelian din Nahariya a fost omorât de o rachetă pe când încerca să ajungă la un adăpost antiaerian[105].

- Pe 19 iulie forțele militare israeliene au făcut o altă incursiune pe teritoriul libanez unde s-au angajat în luptă cu membrii Hezbollah. Doi soldați israelieni și 4 luptători Hezbollah au fost uciși, iar un tanc israelian a fost avariat de un foc de mortiere. Doi copii, cetățeni israelieni de origine arabă, au fost uciși de o rachetă Hezbollah lansată asupra orașului Nazaret[105].
- Pe 20 iulie Hezbollah a pretins că a distrus două tancuri. S-a raportat și distrugerea unui buldozer blindat israelian. În acest timp, Israelul a pretins că a desfășurat 80 de atacuri aeriene asupra Libanului. Artileria israeliană a bombardat zona Maroun al-Ras[115].
- Pe 21 iulie Israelul a continuat raidurile aeriene în timp ce la graniță au fost masate trupe și au fost chemate cinci batalioane de rezerviști. S-a considerat că între 300 și 500 de soldați și 30 de tancuri se aflau deja dincolo de graniță[116]. Două elicoptere israeliene s-au ciocnit unul de altul în zona de nord a Israelului. Un soldat a murit și alți trei au fost răniți[117].
- Pe 23 iulie 2006 forțele militare terestre ale Israelului au intrat în Liban în regiunea Maroun al-Ras, unde părea că alte câteva locuri au fost folosite ca baze de lansare pentru rachetele Hezbollah[118]. Un civil israelian din Haifa a fost ucis de o rachetă Hezbollah în timp ce își conducea autoturismul, iar un cetățean israelian de origine arabă a fost ucis în timp ce era la lucru în Kiryat Ata[105].
- Pe 24 iulie 2006 Armata Israeliană a pătruns mai adânc în sudul Libanului, unde a întâmpinat o rezistență serioasă. Lupta s-a dat în orașul Bint Jbeil. Conform surselor israeliene, doi soldați au fost uciși, 20 au fost răniți, iar două tancuri au fost avariate. Hezbollah a declarat că 3 dintre luptătorii săi au fost uciși, în timp ce Israelul a pretins că numărul real a fost mult mai mare. Un elicopter israelian care se afla pe drum pentru a ajuta forțele terestre din Liban s-a prăbușit în nordul Israelului, iar doi piloți au murit. Hezbollah a pretins că a doborât elicopterul, dar Israelul a precizat că prăbușirea a fost cauzată de un foc de artilerie tras chiar de armata israeliană. La sfârșitul luptei Armata Israeliană controla un vârf de deal în Bint Jbeil, iar Hezbollah controla restul orașului[119][120].
- Pe 25 iulie 2006 Armata Israeliană a lansat 100 de atacuri aeriene asupra sudului Libanului și asupra Beirutului. Trupele israeliene au angajat lupta cu militanții Hezbollah și Amal. Potrivit afirmațiilor reprezentanților celor două entități, 7 luptători Hezbollah și 4 luptători Amal au fost uciși. Armata Israeliană a confirmat că 8 soldați au fost răniți[121]. În timpul zilei, Hezbollah a lansat peste 100 de rachete asupra nordului Israelului. Exploziile rachetelor i-au provocat un infarct unui civil din Haifa, care a decedat ulterior. Au fost răniți 20 de civili în Haifa. Rachetele Hezbollah au ucis o persoană și au rănit alte trei în Maghar[105].
- Pe 26 iulie 2006 bătălia de la Bint Jbeil a început după ce trupele israeliene care au pătruns în oraș au fost prinse într-o ambuscadă care s-a transformat într-o bătălie care a durat câteva ore[122] În timpul bătăliei 40 de luptători Hezbollah și 8 soldați israelieni au fost uciși, iar cei mai mulți dintre soldații israelieni au fost răniți. Printre cei uciși s-a aflat și comandantul companiei israelieneRoi Klein.[123]. Un soldat israelian a fost ucis de o rachetă antitanc în regiunea Maroun al-Ras.[105]. Avioanele de luptă israeliene și artileria au atacat și au distrus un post de observație al Organizației Națiunilor Unite, iar un observator ONU a fost ucis. Zona a fost bombardată de 14 ori înainte ca un avion de vănătoare să lanseze o bombă către postul de observație. Bombardamentul a fost reluat chiar și în timpul în care salvatorii încercau să ajungă la postul de observație ONU. Israelul a declarat că armata sa încerca să lovească luptători Hezbollah din apropiere și că ținta sa nu a fost personalul Națiunilor Unite[124][125]. Un atac aerian israelian a înregistrat o lovitură directă asupra unui centru de comandă pentru lansarea rachetelor în Tir, Liban[123]
- Pe 27 iulie 2006 avioanele israeliene au executat atacuri asupra zonelor unde se puteau ascunde luptători Hezbollah și asupra unor ținte din Beirut. Au fost efectuate 120 de raiduri aeriene. Israelul a mobilizat 15.000 de rezerviști[126].
- Pe 28 iulie 2006 parașutiștii israelieni au ucis 20 de luptători de elită ai Hezbollah în Bint Jbeil[127].
- Pe 29 iulie 2006 confruntările din Bint Jbeil au dus la moartea a 26 de luptători Hezbollah și la rănirea a 6 soldați israelieni. Infanteria Armatei Israeliene s-a retras din oraș, dar companiile blindate au continuat să opereze în zonă. Forțele Aeriene Israeliene au distrus lansatoarele de rachete cu rază lungă de acțiune folosite de Hezbollah pentru a ataca Afula. Raidurile aeriene israeliene au distrus două poduri de pe Râul Orontes și o șosea de la granița dintre Liban și Siria. Forțele Aeriene Israeliene au bombardat și ținte din Beirut. Artileria israeliană a bombardat satul Arnoun.[128][129]
- Pe 30 iulie 2006 un atac aerian al israelienilor a lovit un bloc de apartamente din Qana și 28 de civili au fost uciși, mai mult de jumătate dintre aceștia fiind copii[130].
- Pe 31 iulie 2006 a început bătălia de la Ayta ash-Shab[131].
- Pe 1 august 2006 Armata Israeliană a anunțat că 3 soldați ai săi și 6 luptători Hezbollah au fost uciși, iar 25 de soldați au fost răniți în cursul luptei de la Ayta ash Shab.[131]
- Pe 2 august 2006 un comando israelian din cadrul Unității Shaldag transportat de un elicopter a spulberat un bastion Hezbollah din Baalbek, situat la 100 km de frontieră. Asaltul executat de comandoul israelian a avut numele de cod Operațiunea iute și calmă[132]. Au fost uciși 19 luptători Hezbollah și a fost capturat echipament militar. Trupele de parașutiști israelieni s-au luptat cu gherila Hezbollah în Ayta ash-Shab, pretinzând că 7 luptători Hezbollah au fost uciși, iar 10 au fost răniți. Armata Israeliană a confirmat că un soldat a fost ucis și 14 au fost răniți în timpul luptei. Hezbollah a lansat numeroase atacuri cu rachete asupra Israelului. Un civil israelian a fost ucis în timp ce mergea pe bicicletă în Sa'ar, iar alți 160 au fost răniți[105].
- Pe 3 august 2006 Nasrallah a avertizat Israelul cu privire la atacul împotriva Beirutului și a promis represalii asupra capitalei israeliene Tel-Aviv dacă avertismentul său nu e luat în seamă[133]. Nasrallah a declarat că Hezbollah-ul va opri campania de atacuri cu rachete dacă Israelul încetează atacurile aeriene și de artilerie asupra orașelor și satelor libaneze[134] Rachetele Hezbollah au lovit orașele Acre și Ma'alot-Tarshiha, omorând opt civili. Trei soldați israelieni au fost uciși când tancul în care se aflau a fost lovit de o rachetă antitanc în Rajamin, iar un alt soldat a fost ucis în Tabieh.[105]
- Pe 4 august 2006 Israelul a vizat marginea sudică a orașului Beirut, iar avioanele sale au atacat o clădire în zona al-Qaa, situată la aproximativ 100 km de Hermel, în Valea Bekaa. Au fost uciși 33 de agricultori în cursul atacului aerian. Mai târziu, în aceeași zi, Hezbollah a lansat rachete în regiunea Hadera, unde a ucis 3 civili[135]. Patru soldați israelieni au fost uciși în Liban, trei dintre ei de o rachetă antitanc, în Markabeh[105].

- Pe 5 august 2006 comandourile israeliene au executat un raid de noapte în Tir și au ucis 27 de luptători Hezbollah și din cadrul Gărzii Revoluționare din Iran. Printre cei uciși au fost și comandanți ai rețelei strategice de lansatoare de rachete ale Hezbollah[136]. Doi soldați israelieni au fost uciși de focuri trase de mortiere antitanc în sudul Libanului. O femeie în vârstă de 87 de ani, cetățean israelian, a murit din cauza unui infarct în timpul unui atac cu rachete al Hezbollah asupra orașului Haifa. O femeie de origine beduină și de cetățenie israeliană și cele trei fiice ale sale au fost ucise de o rachetă Hezbollah care a căzut în curtea casei lor[105].
- Pe 6 august 2006 12 rezerviști israelieni strânși în apropiere de frontiera libaneză au fost uciși de un atac cu rachete al Hezbollah-ului executat asupra kibuțului Kfar Giladi. Soldații erau artileriști care se pregăteau să participe la conflict. Trei civili israelieni au fost de asemenea uciși întru-un atac de noapte asupra portului Haifa[137]. O femeie în vârstă de 84 de ani a murit din cauza unui infarct după ce a auzit rachetele explodând în apropiere de casa ei. Un civil arab de origine israeliană a fost grav rănit și a murit din cauza rănilor ulterior, în august 2007[105]. Atacurile israeliene asupra Libanului au ucis cel puțin 12 civili, un soldat și un militant al Frontului pentru Eliberarea Palestinei - Comandamentul General. Organizația Hezbollah a pretins că trei dintre luptătorii săi au fost uciși[137].
- Pe 7 august 2006 Forțele Aeriene Israeliene au atacat suburbia Shiyyah din Beirut, distrugând trei clădiri de apartamente; un număr de 50 de oameni au murit. Patru soldați israelieni și cinci luptători Hezbollah au fost uciși în timpul luptelor din sudul Libanului[105].
- Pe 7 august 2006 Forțele Aeriene Israeliene au doborât un aparat de zbor fără pilot aparținând Hezbollah[138] Trei soldați israelieni au fost uciși în timpul confruntărilor din Bint Jbeil.

- Pe 8 august 2006 Armata Israeliană a pretins că au fost uciși cel puțin 15 luptători Hezbollah în timpul confruntărilor din sudul Libanului și că 5 luptători Hezbollah au fost luați prizonieri, unul dintre aceștia fiind participant la raidul de capturare efectuat de Hezbollah. Armata Israeliană a mai pretins și că un avanpost Hezbollah, un lansator multiplu de rachete și un depozit provizoriu de muniție au fost distruse. Patru soldați israelieni au fost uciși. Alți opt au fost răniți, cei mai mulți dintre aceștia în timpul distrugerii depozitului de muniție[105][139].
- Pe 9 august 2006 nouă soldați Israelieni au fost uciși și alți 11 au fost răniți când clădirea în care se adăpostiseră a fost lovită de o rachetă Hezbollah antitanc și s-a prăbușit. Patru rezerviști au fost uciși când tancul în care se aflau a fost lovit de o rachetă în Ayta ash-Shab. Un soldat israelian a fost ucis și 10 au fost răniți de un tir tras chiar de israelieni[105].
- Pe 10 august 2006 doi israelieni de origine arabă au fost uciși de o rachetă Hezbollah în Shaghur[105].
- Pe 11 august 2006 un soldat israelian a fost ucis într-un schimb de focuri din Rashef[105].
- Pe 12 august 2006 Armata Israeliană a lansat ”Ofensiva Litani” în sudul libanului. În cursul zilelor de sâmbătă și duminică, forțele israeliene din sudul Libanului și-au triplat numărul[140][141]. Un număr de 24 de soldați israelieni au fost uciși și peste 100 au fost răniți. A fost cea mai mare pierdere a Israelului suferită într-o singură zi. Cinci soldați au fost uciși când un elicopter israelian a fost doborât de Hezbollah[142] Hezbollah-ul a pretins că elicopterul a fost atacat cu o rachetă Waad[143] Israelul a pretins că au fost uciși cel puțin 50 de luptători Hezbollah și că unul a fost capturat, dar Hezbollah-ul a negat cifrele. Israelul a confirmat pierderea a două tancuri. Sub acoperirea unui foc intens de artilerie, forțe israeliene au reușit să ajungă la Râul Litani. Hezbollah-ul a lansat 250 de rachete în Israel, omorând un civil[144].

- Pe 13 august 2006 Forțele Aeriene Israeliene au doborât două avioane fără pilot ale Hezbollah. Fiecare dintre acestea transporta cel puțin 30 kg de explozibil[145][146] Tancurile și infanteria israeliană au atacat dealul de la Wadi Saluki. Tancurile au fost ținta unui tir intens tras dintr-un loc bine poziționat, dar forțele israeliene s-au luptat pentru a ajunge în vârful dealului de unde au spulberat pozițiile antitanc. Au fost uciși 12 soldați israelieni și 80 de luptători Hezbollah[147] Un bărbat israelian în vârstă de 84 de ani a fost ucis într-un atac de rachete în Ya'ara.[105].
- Pe 14 august 2006 Forțele Aeriene Israeliene au raportat că au ucis cel puțin un comandant al forțelor speciale Hezbollah, pe care l-au identificat ca fiind Sajed Dewayer, în timp ce Hezbollah a negat incidentul[148].

- La 80 de minute de la încetarea focului, Armata Israeliană a vizat o facțiune palestiniană în tabăra de refugiați Ain al-Hilweh din Sidon pe care a bombardat-o și a ucis un membru al Agenției Națiunilor Unite de Ajutorare și Lucrări pentru Refugiații Palestinieni din Orientul Apropiat (UNRWA)[149].

### Confruntări care au avut loc după încetarea focului
- Pe 14 august 2006 aproximativ patru mortiere ale Heybollah-ului au tras după ce încetarea focului intrase în vigoare. În patru incidente separate, Armata Israeliană a ucis luptătorii Hezbollah înarmați care se apropiau de pozițiile sale[150].
- Pe 15 august 2006 soldații Armatei Israeliene au deschis focul asupra a patru luptători Hezbollah care se apropiau, ucigând trei. Hezbollah-ul a lansat aproximativ 10 rachete de pe teritoriul Libanului, dar niciuna nu a lovit Israelul[151].
- Pe 18 august 2006 soldații Armatei Israeliene au ucis șase luptători Hezbollah în timpul unor încăierări în Liban. Surse din cadrul Poliției Libaneze au arătat că avioanele Forțelor Aeriene Israeliene au lansat rachete la Baalbek, dar această afirmație a fost ulterior contrazisă de oficialii libanezi[152].
- Pe 19 august 2006 un comando israelian a executat un raid în Valea Bekaa pentru a întrerupe transporturile de arme pentru Hezbollah. Doi soldați israelieni și patru luptători Hezbollah au fost uciși în această operațiune[153].
- Pe 23 august 2006 un soldat israelian a fost ucis de o mină[105].

## Poziția Libanului

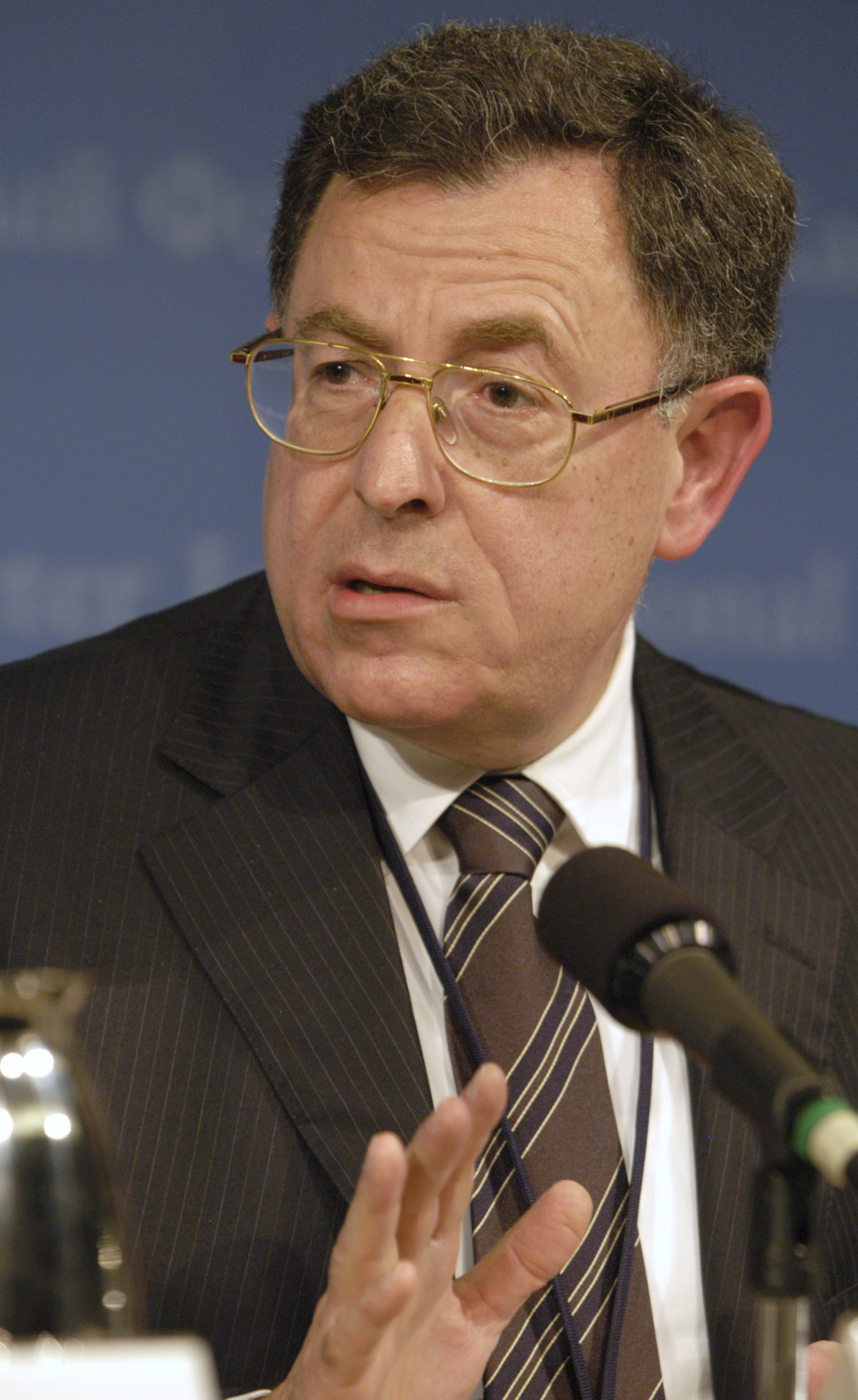
Prim-ministrul Libanului, Fouad Siniora

În timp ce guvernul israelian a susținut că guvernul libanez este responsabil pentru atacurile executate de Hezbollah întrucât a eșuat în implementarea Rezoluției 1559/2004, care cerea dezarmarea Hezbollah-ului, Libanul a dezavuat raidurile, declarând că guvernul libanez nu le scuză și subliniind că Israelul are o lungă istorie în ceea ce privește încălcarea rezoluțiilor ONU.
Președintele libanez Emile Lahoud a criticat în interviuri atacurile conduse de Israel și a sprijinit Hezbollahul, observând rolul avut de Hezbollah în legătură cu încetarea ocupației sudului Libanului de către Israel din perioada 1982-2000.
Pe 12 iulie 2006 Public Broadcasting Service (PBS) i-a intervievat pe ambasadorul Libanului în Statele Unite ale Americii, Farid Abboud, și pe ambasadorul Israelului. Interviul a avut ca subiect legătura pe care Hezbollah-ul o are cu guvernul libanez.
Israelul nu a formulat în mod oficial o declarație de război împotriva Libanului și a declarat că a atacat instituții guvernamentale libaneze doar în cazul în care suspecta că sunt utilizate de Hezbollah..
Guvernul libanez a avut rolul său în modelarea conflictului. Pe 14 iulie 2006 biroul prim-ministrului a emis o declarație prin care i s-a solicitat președintelui american George W. Bush să depună eforturi pentru ca Israelul să înceteze seria atacurilor din Liban și să se ajungă la o încetare totală a focului .
Într-un discurs televizat în ziua următoare, Siniora a cerut „încetarea imediată a focului sub controlul Națiunilor Unite”. Un proiect de rezoluție care fusese influențat de planul libanez și care cuprindea prevederi referitoare la retragerea Israelului, acțiuni militare și eliberarea prizonierilor, a fost respins de Statele Unite ale Americii și de Israel. Mulți libanezi au acuzat administrația Statelor Unite ale Americii că a tras de timp pentru ca rezoluția de încetare a focului să nu fie adoptată și că a sprijinit atacurile executate de Israel. Într-un sondaj de opinie realizat la două săptămâni de la izbucnirea conflictului, numai 8% dintre persoanele intervievate au răspuns că Statele Unite ale Americii vor sprijini Libanul, în timp ce 87% au răspuns că au ajutat Hezbollah-ul în lupta împotriva Israelului.
După atacul aerian din Qana, Siniora a umilit-o pe secretarul de stat Condoleezza Rice prin anularea unei întâlniri programate și a mulțumit Hezbollah-ului pentru „sacrificiile sale pentru independența și suveranitatea Libanului”.
În timpul războiului, Armata Libaneză nu s-a angajat în mod direct în luptă, dar a amenințat cu represalii dacă soldații Armatei Israeliene înaintează prea mult spre nordul Libanului. În câteva situații soldații libanezi au tras tiruri de artilerie antiaeriană asupra avioanelor israeliene. Pe 7 august 2006 planul în 7 puncte a fost extins pentru a include deplasarea a 15.000 de soldați ai Armatei Libaneze pentru a umple golul lăsat după retragerea Israelului până la deplasarea forțelor UNIFIL.

## Teorii, acuzații și semnalarea crimelor de război
Conform regulilor dreptului internațional umanitar, statele beligerante sunt obligate să facă distincția între obiectivele militare și cele nemilitare, astfel încât să se asigure că atacurile asupra țintelor legitime din punct de vedere militar respectă principiul proporționalității, potrivit căruia armele și metodele de luptă trebuie să fie adaptate obiectivului atacat, iar precauțiile luate de partea care atacă limitează cât se poate de mult vătămarea populației civile. Violarea acestor legi ale războiului sunt considerate crime de război.
Diferite grupuri și persoane fizice au acuzat atât Israelul, cât și Hezbollah-ul de violarea legilor războiului și au atras atenția asupra unor posibile crime de război. Alegațiile s-au referit la: atacuri intenționate îndreptate împotriva populației civile sau a infrastructurii, atacuri care au încălcat principiul proporționalității, folosirea scuturilor umane, folosirea armelor interzise. Nicio acuzație oficială nu a fost formulată cu privire la aceste susțineri.
Amnesty International a cerut atât Hezbollah-ului cât și Israelului să înceteze atacurile asupra civililor și a criticat atacurile executate de Israel asupra satelor libaneze și asupra infrastructurii civile. Aceeași organizație a subliniat folosirea de către Armata Israeliană a proiectilelor cu fosfor alb în Liban.
Human Rights Watch a acuzat ambele părți că nu au făcut distincția între civili și combatanți și au comis crime de război. Peter Bouckaert, expert în cercetarea situațiilor de urgență pentru Human Rights Watch, a declarat că Hezbollah-ul „a țintit în mod direct populația civilă ... scopul lor este să ucidă civili israelieni” și că Israelul nu a luat „măsurile necesare de precauție pentru a face distincția între obiectivele civile și cele militare”
A fost criticat faptul că Hezbollah-ul a folosit rachete Katiușa neghidate, iar Israelul a folosit bombe cu dispersie nesigure, iar atât rachetele, cât și bombele au fost lansate prea aproape de obiectivele civile, sugerând că ambele părți au țintit civilii în mod deliberat. Jan Egeland, secretarul general adjunct ONU pentru probleme umanitare și coordonatorul pentru ajutorul de urgență, a spus că răspunsul Israelului a încălcat regulile dreptului internațional umanitar și a criticat Hezbollah-ul pentru „amestecul laș ... printre femei și copii”.
Israelul s-a apărat declarând că a încercat să evite țintele civile și că a lansat încărcăturile după ce a cerut evacuarea civililor, dar că Hezbollah-ul a depozitat arme în zonele locuite de civili, a lansat tot de acolo rachetele, transformând astfel aceste zone în obiective legitime, și că a folosit civilii ca scuturi umane. Amnesty International și Human Rights Watch au identificat cazuri în care Hezbollah-ul chiar a lansat rachete din zone populate, a depozitat armele în aceste locuri și și-a infiltrat luptătorii printre necombatanți; totuși, ambele organizații internaționale au spus că nu sunt dovezi indubitabile cu privire la intenția de a folosi civilii ca scuturi umane.
Human Rights Watch a declarat că „Armata Israeliană a lovit un număr mare de locuințe ale membrilor Hezbollah necombatanți, ca și multe instituții administrate de Hezbollah ca școli, agenții de ajutor social, bănci, magazine și birouri politice”.
Deși Israelul a susținut că infrastructura civilă a fost „deturnată” de Hezbollah și a fost folosită în scop militar, Amnesty International a identificat situații în care forțele israeliene au distrus sate și cartiere întregi locuite de civili, au atacat poduri care nu aveau o importanță strategică evidentă, au atacat infrastructura indispensabilă pentru supraviețuirea populației civile și, față de toate acestea, a pus întrebarea dacă „avantajul militar care ar fi fost obținut prin distrugerea” infrastructurii civile a fost „măsurat cu privire la efectul pe care l-ar avea asupra necombatanților”. Reprezentanții Amnesty International au mai declarat și că acțiunile Israelului au sugerat o „politică de pedepsire atât a guvernului libanez, cât și a populației civile”
Al Jazeera a relatat la acel moment: „Jurnaliștii străini acreditați în Liban au arătat că milițiile shi'a au ales să lupte din zonele locuite de civili și uneori au împiedicat populația necombatantă să se refugieze din zona de conflict din sudul Libanului”. Postul de televiziune Al-Manar, afiliat organizației Hezbollah, a difuzat un film care arăta cum luptătorii Hezbollah lansau rachete din zonele locuite de civili și a produs grafice animate care au ilustrau cum Hezbollah-ul lansa rachete către orașele israeliene din satele situate în sudul Libanului.
Fotografii obținute de tabloidul Herald Sun, ediția care apare sâmbăta, arată cum „Hezbollah-ul duce războiul în mijlocul suburbiilor. Aceste imagini ... arată Hezbollah-ul folosind zone rezidențiale foarte populate ca zone de lansare pentru rachete și arme de mare calibru. Îmbrăcați în haine civile, astfel încât să poată dispărea ușor, militanții Hezbollah cară arme automate și călătoresc în camioane pe care sunt montate tunuri”.
Pe 24 iulie 2007 cotidianul Haaretz a relatat că ancheta oficială din Israel cu privire la război „trebuie să includă verificarea susținerilor cum că Armata Israeliană a comis crime de război în timpul bătăliei din vara trecută”.
Un raport al organizației Human Rights Watch din 6 septembrie 2007 a descoperit că, de cele mai multe ori, cauza decesului pentru civilii din Liban a reprezentat-o „atacurile aeriene fără discriminare ale Israelului” și că avioanele israeliene au țintit autovehiculele în care erau transportați refugiații. Într-un comunicat transmis înainte de publicarea raportului, Human Rights Watch a afirmat că susținerile guvernului isrealian cu privire la folosirea civililor ca scuturi umane de către Hezbollah nu au fundament. Directorul executiv al Human Rights Watch, Kenneth Roth, a supus că situațiile în care Hezbollah-ul a operat în satele civile au fost „rare”. „Din contră, o dată ce războiul a început, cei mai mulți oficiali militari ai Hezbollah și chiar mulți oficiali politici au părăsit satele” a spus el. „O mare parte din activitatea militară a Hezbollah-ului a fost dirijată de pe poziții pregătite anterior în afara satelor libaneze pe dealurile și în văile din jurul acestora”. Roth a subliniat și că „Adesea, luptătorii Hezbollah nu și-au purtat armele la vedere și au îmbrăcat haine civile, ceea ce i-a ajutat să fie ținte greu de identificat. Dar acest comportament nu justifică eșecul Armatei Israeliene în a face distincția între civili și combatanți, iar, în caz de dubiu, să trateze orice persoană ca pe un civil, așa cum legile războiului o cer”.
În raportul final, publicat pe 30 ianuarie 2008, Comisia Winograd numită de guvernul israelian a concluzionat că Armata Israeliană nu a comis încălcări ale normelor legale sau crime de război așa cum au afirmat Human Rights Watch, Amnesty International și alte organizații neguvernamentale. Dovezile arată că Armata Israeliană nu a urmărit obiective civile, spre deosebire de Hezbollah, și că falsele afirmații ale organizațiilor neguvernamentale și termenul de «crime de război» nu au niciun fundament. 
Același raport a arătat că „Israelul trebuie să analizeze dacă vrea să continue să folosească bombe cu dispersie în viitor, întrucât modul actual de lansare nu se conformează regulilor internaționale”.

## Victime

### Civili libanezi
Numărul morților în cazul civililor libanezi este dificil de stabilit întrucât cele mai multe cifre publicate nu au făcut nicio deosebire între civili și combatanți Hezbollah, nici măcar cele anunțate de guvernul libanez. Mai mult, luptătorii Hezbollah au fost identificați cu dificultate pentru că mulți nu purtau uniforme militare. Cu toate acestea s-a relatat pe larg că, în cele mai multe cazuri, libanezii uciși erau civili, iar UNICEF a estimat că 30% din victime erau copii cu vârsta mai mică de 13 ani.
Conducerea Poliției Libaneze și Ministerul Sănătății din Liban, citând spitale, certificate de deces, autorități locale și martori oculari, au stabilit că numărul morților a fost de 1123-1137 de soldați și ofițeri de poliție, 894 dintre victime fiind identificate, iar 192 rămânând cu identitate necunoscută. Consiliul Superior Libanez pentru Asistență a estimat numărul morților la 1191 având ca surse ministerul sănătății și poliția, ca și alte agenții ale statului. Associated Press apreciază că au fost 1035 de persoane decedate. În februarie 2007 Los Angeles Times a relatat că cel puțin 800 de libanezi au murit în timpul conflictului, iar alte articole au estimat că au fost cel puțin 850 de decese.
În articolul despre Israel Encarta a arată că „estimările variază de la 850 la 1,200”, în timp ce în articolul despre Liban arată că au fost „mai mult de 1,200” de morți.
Consiliul Superior Libanez pentru Asistență a estimat că numărul libanezilor răniți a fost de 4409, din care 15% au o infirmitate fizică permanentă.
Numărul total al morților nu include numărul libanezilor uciși după încetarea luptelor de minele terestre și de bombele cu dispersie israeliene De la sfârșitul războiului și până în luna noiembrie 2008, aproximativ 40 de oameni au fost uciși și peste 270 au fost răniți de bombele cu dispersie.

### Hezbollah
Stabilirea numărului victimelor din cadrul organizației Hezbollah este dificilă, totalurile avansate de diferite grupuri sau persoane variind de la 184 la 1000 de persoane. Cu toate acestea, este cunoscut faptul că Hezbollah-ul a avut mai multe victime decât Israelul în timpul conflictului. Conducerea organizației a pretins că 250 de luptători au fost uciși în conflict, în timp ce Israelul a estimat că armata sa a ucis 600 de luptători Hezbollah Mai mult, Israelul a pretins și că are numele a 532 de luptători Hezbollah uciși.
Un oficial ONU a estimat că 500 de luptători Hezbollah au fost uciși, iar guvernul libanez a estimat că până la 500 de luptători Hezbollah și-au pierdut viața. Raportul companiei Stratfor, citând „surse libaneze”, a estimat că numărul total al victimelor din rândul Hezbollah a fost „mult mai mare de 700” de persoane. În același timp, istoricul militar britanic John Keegan a estimat că aproximativ 1000 de luptători Hezbollah au fost uciși.
O numărătoare a înmormântărilor publicată într-un articol din octombrie 2006 al publicației Asia Times Online, întemeiată pe numărul de înmormântări Hezbollah observate, a sugerat că numărul deceselor a fost de 184. Cu toate acestea, Israelul a înmormântat trupurile a cel puțin 6 luptători Hezbollah capturați în timpul războiului, iar rămășițele acestora au fost restituite cu prilejul schimbului de prizonieri din iulie 2008, împreună cu rămășițele a numeroși libanezi și militanți palestinieni uciși înainte de începerea războiului. Analistul specialist în probleme de apărare, Ben Moores, a estimat că 600-900 de persoane din cadrul organizației Hezbollah și din cadrul Gărzii Revoluționare din Iran au murit în timpul conflictului.
Con Coughlin, ziarist la Daily Telegraph, a relatat că dificultatea în stabilirea numărului exact al victimelor a fost creată și de încercările organizației Hezbollah de a ascunde întinderea reală a pierderilor. Citând un „oficial superior însărcinat cu securitatea”, el a scris: „Hezbollah-ul este disperat să ascundă numărul victimelor pentru că vrea să dea impresia că poate câștiga acest război. Oamenii pot ajunge la o altă concluzie dacă știu câți luptători Hezbollah au fost uciși”
Patrick Bishop, ziarist la același cotidian, a scris despre „cultura secretului” din cadrul Hezbollah-ului care „a ascuns numărul real al persoanelor ucise - funeralii ale «martirilor» au fost puse în scenă pentru a minimiza impactul pierderilor”.

### Alte miliții libaneze
Mișcarea Amal, care a luptat alături de Hezbollah, a avut 17 victime. Partidul Comunist Libanez a înregistrat 12 morți. Frontul Popular pentru Eliberarea Palestinei - Comandamentul General, a pierdut doi luptători.

### Armata libaneză
Deși nu s-a implicat prea mult în conflict, Armata Libaneză a înregistrat decesul a 46 de soldați și rănirea altor 100, de cele mai multe ori din cauza atacurilor aeriene israeliene.

### Garda Revoluționară din Iran
Mai multe mijloace de comunicare în masă, citând surse libaneze, au relatat că trupurile a nu mai puțin de 9 soldați ai Gărzii Revoluționare din Iran uciși în luptă au fost transportate din Siria pentru a fi înmormântate în Iran. Săptămânalul Aviation Week a arătat că actele găsite asupra soldaților uciși au ajutat la identificarea acestora ca membri ai Gărzii Revoluționare din Iran. Analistul Ben Moores a declarat că membrii Gărzii Revoluționare din Iran uciși sunt numărați printre cei 600-900 de luptători anti-israelieni care și-au pierdut viața în timpul conflictului.

### Armata Israeliană
Numărul morților înregistrat de Armata Israeliană, așa cum a fost comunicat de Ministerul Afacerilor Externe, variază de la 117 la 119. Comunicatul dat mai târziu include decesul a doi soldați ai Armatei Israeliene care a intervenit după încetarea focului. Ambele totaluri sunt incomplete pentru că nu includ pierderile de vieți omenești în urma incidentului de la Zar'it-Shtula, care a dus la începerea războiului. Soarta soldaților capturați nu a fost cunoscută până la schimbul de prizonieri din 2008. Astfel, totalul victimelor pentru Armata Israeliană, incluzând aici și incidentul de la Zar'it-Shtula, este de 121 de morți și 628 de răniți.

### Civili israelieni
Mulți civili israelieni au părăsit regiunea ori s-au refugiat în adăposturi antiaeriene în timpul bombardamentelor executate de Hezbollah. Rachetele Hezbollah au ucis 43 de civili israelieni în timpul conflictului, inclusiv patru persoane care au murit din cauza infarctului provocat de atacurile cu rachete. Cel puțin 18 persoane din numărul total de 43 erau cetățeni israelieni de origine arabă.
La aceste victime se adaugă 4262 de răniți, din care 33 de persoane au suferit răni foarte grave, 1388 - răni ușoare, iar 2773 de persoane au fost tratate pentru anxietate și tulburări provocate de stresul posttraumatic. 
Potrivit Human Rights Watch, „Poate că aceste bombe nu au ucis «decât» 43 de civili, dar această situație spune multe despre utilitatea sistememlor de avertizare și a adăposturilor antiaeriene în tot nordul Israelului și evacuarea a peste 350.000 de oameni, decât spune despre intențiile Hezbollah-ului”

## Pagubele produse mediului înconjurător și monumentelor istorice

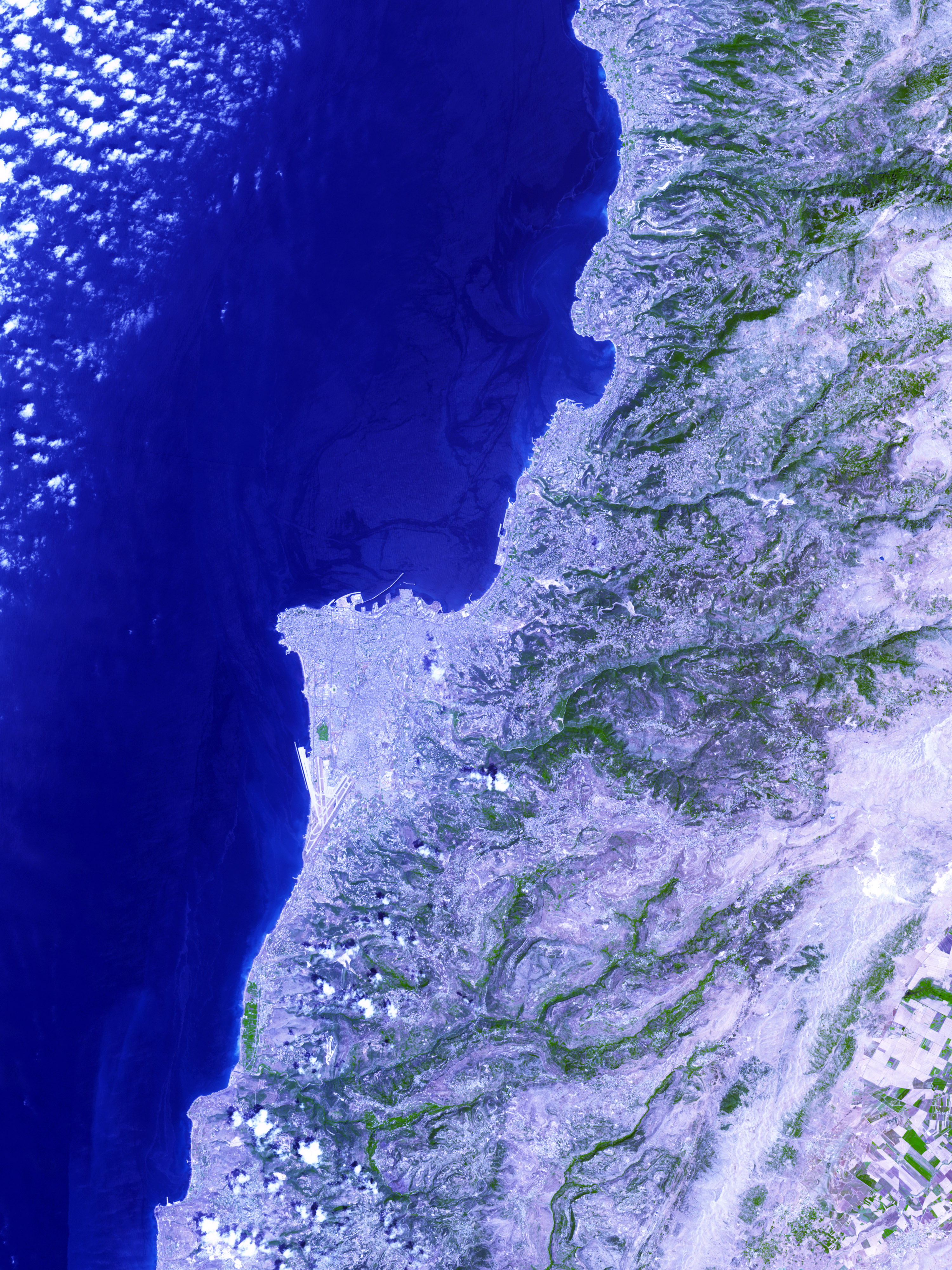
Imagine din satelit care arată pata de petrol produsă în urma avariilor la termocentrala Jiyyeh. Cea mai mare pată de petrol din Mediterana a fost cauzată de un atac aerian al Israelului asupra termocentralei la 10 august 2006

Pe 13 iulie 2006, dar și pe 15 iulie 2006, Forțele Aeriene Israeliene au bombardat termocentrala de la Jiyeh situată la 30 km spre sud de Beirut, producând cea mai mare pată de petrol din Mediterana.
Depozitele avariate ale termocentralei au deversat, potrivit estimărilor, de la 12.000 până la 15.000 de tone de petrol în partea de est a Mediteranei. O pată de 10 km lățime a acoperit 170 km de coastă și a devenit o amenințare pentru Turcia și Cipru. Pata de petrol a omorât pești, inclusiv ton roșu, o specie deja pe cale de dispariție în Mediterana, și a reprezentat un pericol pentru habitatul broaștei țestoase verzi. Alte 25.000 de tone de combustibil au luat foc la termocentrală, producând un nor toxic care a creat o ploaie de petrol pe direcția vântului. Guvernul Libanez a estimat că vor fi necesari 10 ani pentru a repara pagubele acestui atac aerian. ONU a evaluat prețul primei operațiuni de curățare la suma de 64 de milioane de dolari.

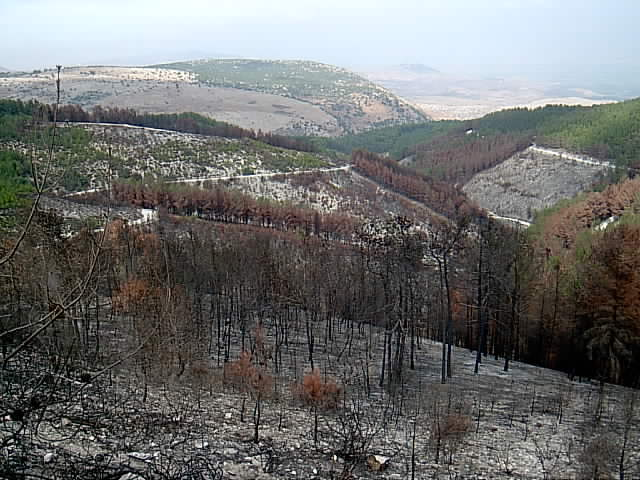
O pădure din nordul Israelului incendiată de rachetele Hezbollah

Atacurile cu rachete executate de Hezbollah au produs numeroase incendii de pădure în nordul Israelului, mai ales în zona Munților Naftali, în apropierea orașului Kiryat Shmona. O suprafață de 67 km², incluzând terenuri împădurite și pășuni, a fost distrusă de rachetele Hezbollah.
Fondul Național Evreiesc, o organizație non profit, a estimat că vor fi necesari 50-60 de ani pentru a recupera prejudiciul produs pădurilor.
Bombardamentele israeliene au produs pagube importante monumentelor istorice protejate din Tir și Byblos. În Tir, un mormânt din epoca romană a fost avariat și o frescă din apropierea centrului sitului a fost distrusă. În Byblos, un turn medieval a fost avariat, iar ruinele din perioada venețiană din apropierea portului au fost acoperite de pata de petrol. S-a apreciat că va fi extrem de dificil să fie curățate. Au fost produse avarii și ruinelor de la Bint Jbeil și Chamaa, precum și Templului lui Bachus din Baalbek.

## Muniția cu dispersie
Ambele părți au folosit muniție cu dispersie în timpul conflictului. Israelul a lansat 4,6 milioane de submuniții în zeci de orașe și sate din sudul Libanului, executând un număr de 962 de atacuri separate, cele mai multe în ultimele zile ale războiului. Israelul a pretins că a avertizat populația civilă înainte de a ataca și că a țintit în zone deschise sau a urmărit numai obiectivele militare situate în zonele urbane. 
Armata Israeliană a folosit muniție cu dispersie modernă produsă de Industria Militară Israeliană și un mare număr de bombe cu dispersie vechi, unele dintre acestea produse în anii 1970, cumpărate din stocurile Statelor Unite ale Americii. Acestea au fost lansate de lansatoare multiple, de tunuri de 155 mm sau de avioane. Cam 1 milion de submuniții nu au explodat la impact și au rămas la sol ca mine terestre care au ucis sau au mutilat aproape 200 de oameni după încetarea focului.
Organizația Hezbollah a lansat 4,407 de submuniții în zone populate de civili din nordul Israelului în 113 atacuri separate folosind rachete produse în China și submunițiile aferente acestora. Aceste atacuri s-au soldat cu decesul unul civil și rănirea altor 12.

## Războiul psihologic
În cursul războiului, Forțele Aeriene Israeliene au aruncat 17.000 de încărcături asupra Libanului în 47 de misiuni și au transmis peste 700.000 de mesaje vocale computerizate. Multe dintre acestea aveau ca scop ridiculizarea lui Hassan Nasrallah, a faptului că organizația Hezbollah conduce Libanul înspre ruină și înspre vătămarea cetățenilor săi. Mesajele au înfățișat Hezbollah-ul și pe liderul acestuia ca marionete manevrate de Iran și de Siria și i-au îndemnat pe cetățenii libanezi să înlăture organizația Hezbollah. O broșură adresată luptătorilor Hezbollah le-a transmis acestora că au fost mințiți de conducătorii lor, că „au fost trimiși ca vitele la tăiere, fără antrenament militar și fără armament potrivit pentru luptă”, că nu pot spera să facă față „unor soldați foarte antrenați să-și protejeze pământul natal, căminele și cetățenii”. Mesajul i-a numit pe luptătorii Hezbollah „mercenari” care nu au sprijinul populației libaneze și le-a cerut să fugă pentru a-și salva viețile. Pe 26 iulie, Israelul a aruncat manifeste pe care era tipărită imaginea a nouă pietre de mormânt cu numele unor luptători Hezbollah uciși ca răspuns la „manipularea” oamenilor de către Hezbollah cu privire la numărul victimelor din rândul luptătorilor săi. Un alt manifest îi îndemna pe luptătorii Hezbollah să înceteze să lupte și să își verse sângele pentru Nasrallah, care stătea în siguranță în buncăr, să înceteze lupta împotriva intereselor naționale ale Libanului și să se întoarcă la casele și la familiile lor. Pe 11 august, Israelul a aruncat manifeste prin care acuza Hezbollah-ul că ascunde „pierderile grele”. Manifestele conțineau numele a 90-100 de luptători Hezbollah uciși. Tehnicienii israelieni au pătruns în sistemul informatic al postului de televiziune Al-Manar și au transmis videoclipuri în care l-au criticat pe Nasrallah, au arătat cadavrele unor luptători Hezbollah, filmări ale atacurilor israeliene și echipament militar capturat.

## Reacții internaționale

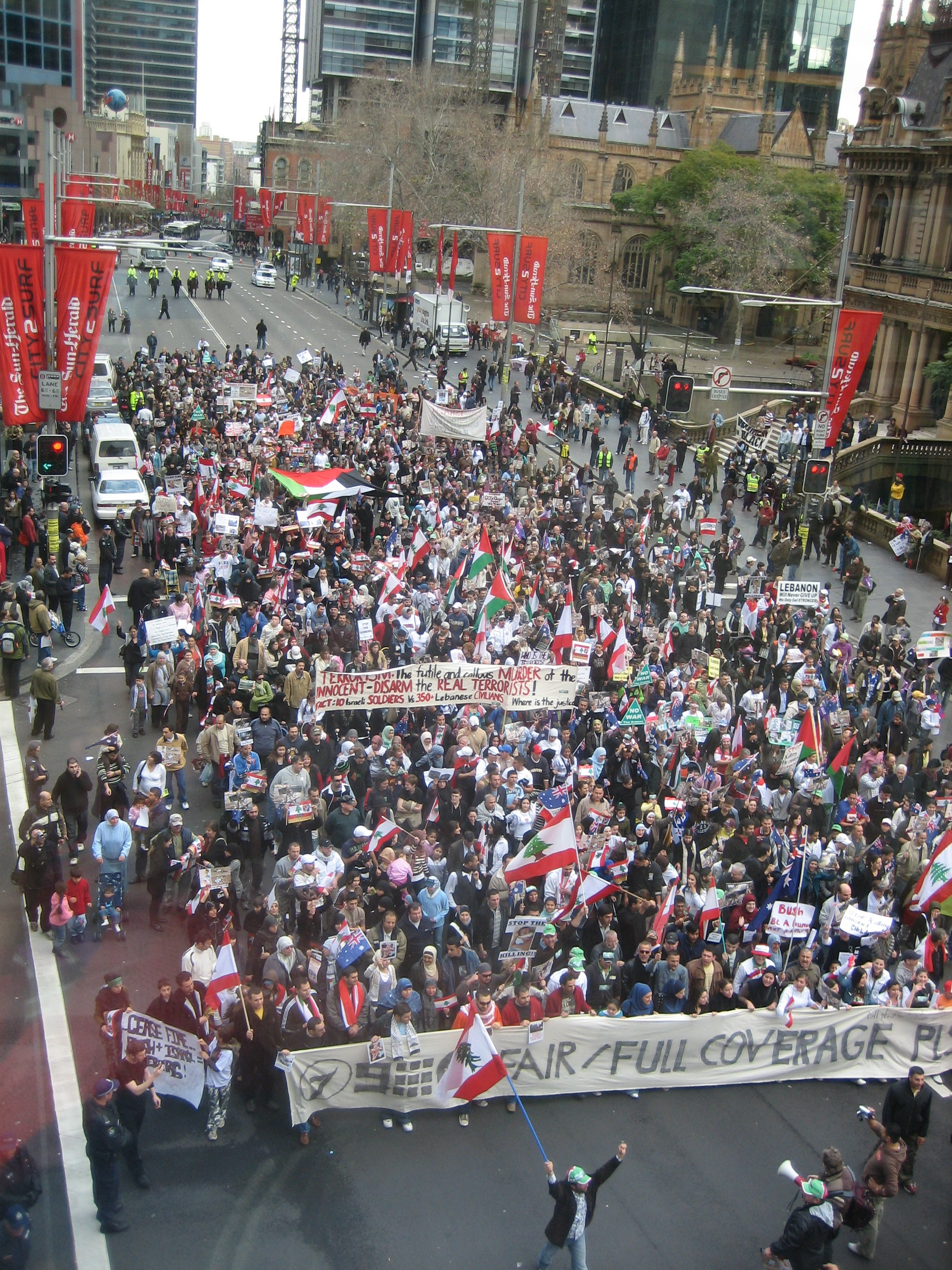
Un protest al libanezilor din Sydney

Conflictul a generat îngrijorarea întregii lumi cu privire la pagubele produse infrastructurii și cu privire la riscul de adâncire a crizei. 
Administrațiile Statelor Unite ale Americii, 
Marii Britanii, Germaniei
Australiei și Canadei au afirmat că Israelul are dreptul de a se apăra. Administrația Statelor Unite ale Americii a răspuns prin autorizarea unei cereri formulate de Israel pentru transportarea rapidă a bombelor teleghidate de mare precizie, dar nu a făcut publică această decizie. 
Președintele Statelor Unite ale Americii, George W. Bush, a spus că a înțeles conflictul ca fiind o parte a „Războiului împotriva terorismului”
Pe 20 iulie 2006 Congresul Statelor Unite ale Americii a votat cu o majoritate covârșitoare să susțină dreptul Israelului de a se apăra.
Dintre națiunile din Orientul Mijlociu, Iranul, Siria și Yemenul au anunțat că sprijină Hezbollah-ul, în timp ce Liga Arabă, Egiptul  și Iordania au făcut declarații prin care au criticat acțiunile Hezbollah-ului
și au susținut interesele Libanului.
Arabia Saudită a afirmat că Hezbollah-ul este principalul vinovat, iar Egiptul, Iordania, Kuweitul, Irakul, Autoritatea Națională Palestiniană, Emiratele Arabe Unite și Bahreinul au fost de acord cu opinia Arabiei Saudite conform căreia acțiunile organizației Hezbollah au fost „neașteptate, nepotrivite și iresponsabile”.
Multe proteste și demonstrații organizate în lume au cerut ca ambele părți implicate în conflict să înceteze imediat focul și au exprimat îngrijorarea cu privire la pierderile mari de vieți omenești în rândul civililor. Alte demonstrații au fost organizate pentru a susține numai interesele uneia din părți, Liban sau Israel. Au apărut numeroase campanii de publicitate în ziare, apeluri prin SMS și prin e-mail, petiții online.
Diferite guverne străine au organizat evacuarea propriilor cetățeni din Liban.

## Încetarea focului
Termenii pentru o încetare a focului au fost discutați și revizuiți de câteva ori pe parcursul conflictului, iar realizarea unui acord între cele două părți a avut nevoie de câteva săptămâni. Organizația Hezbollah a insistat pentru o încetare necondiționată a focului, 
în timp ce Israelul a insistat cu privire la o încetare condiționată a ostilităților, care să includă returnarea celor doi soldați luați prizonieri.
Libanul a solicitat frecvent Consiliului de Securitate al ONU să facă apel la încetarea imediată a conflictului dintre Israel și Hezbollah. John Bolton a confirmat că Statele Unite ale Americii și Marea Britanie, cu ajutorul unor lideri arabi, au întârziat procesul de încetare a focului. Eforturile părților neimplicate în conflict de a interfera în procesul de negociere a încetării focului au fost abandonate numai atunci când a fost evident că Hezbollah-ul nu va fi învins cu ușurință.
Pe 11 august 2006 Consiliul de Securitate al ONU a aprobat în unanimitate Rezoluția 1701/2006, într-un efort de a pune capăt ostilităților. Rezoluția a fost acceptată de guvernul libanez și de Hezbollah pe 12 august 2006 și de guvernul israelian pe  13 august 2006. Încetarea focului a intrat în vigoare pe 14 august 2006 la ora 8 AM (5 AM GMT).
Înainte de încetarea focului cei doi membri ai cabinetului libanez din partea Hezbollah au afirmat că milițiile lor nu vor fi dezarmate în zona din sudul Râului Litani, în conformitate cu cele spuse de un alt membru al guvernului libanez, 
în timp ce un oficial aflat la conducerea organizației Hezbollah a negat orice intenție de dezarmare în regiunea de sud. Israelul a spus că, dacă armata libaneză nu se va deplasa în regiune în câteva zile, va opri retragerea din sudul libanului.

## Comentarii cu privire la conflict
Răspunsuri diferite cu privire la cine a câștigat sau a pierdut cel mai mult ca urmare a războiului au apărut după încetarea focului ordonată de ONU. Iranul și Siria au proclamat victoria Hezbollah-ului 
în timp ce administrațiile Israelului și Statelor Unite ale Americii au declarat că Hezbollah-ul a pierdut războiul

### Reacții în Liban

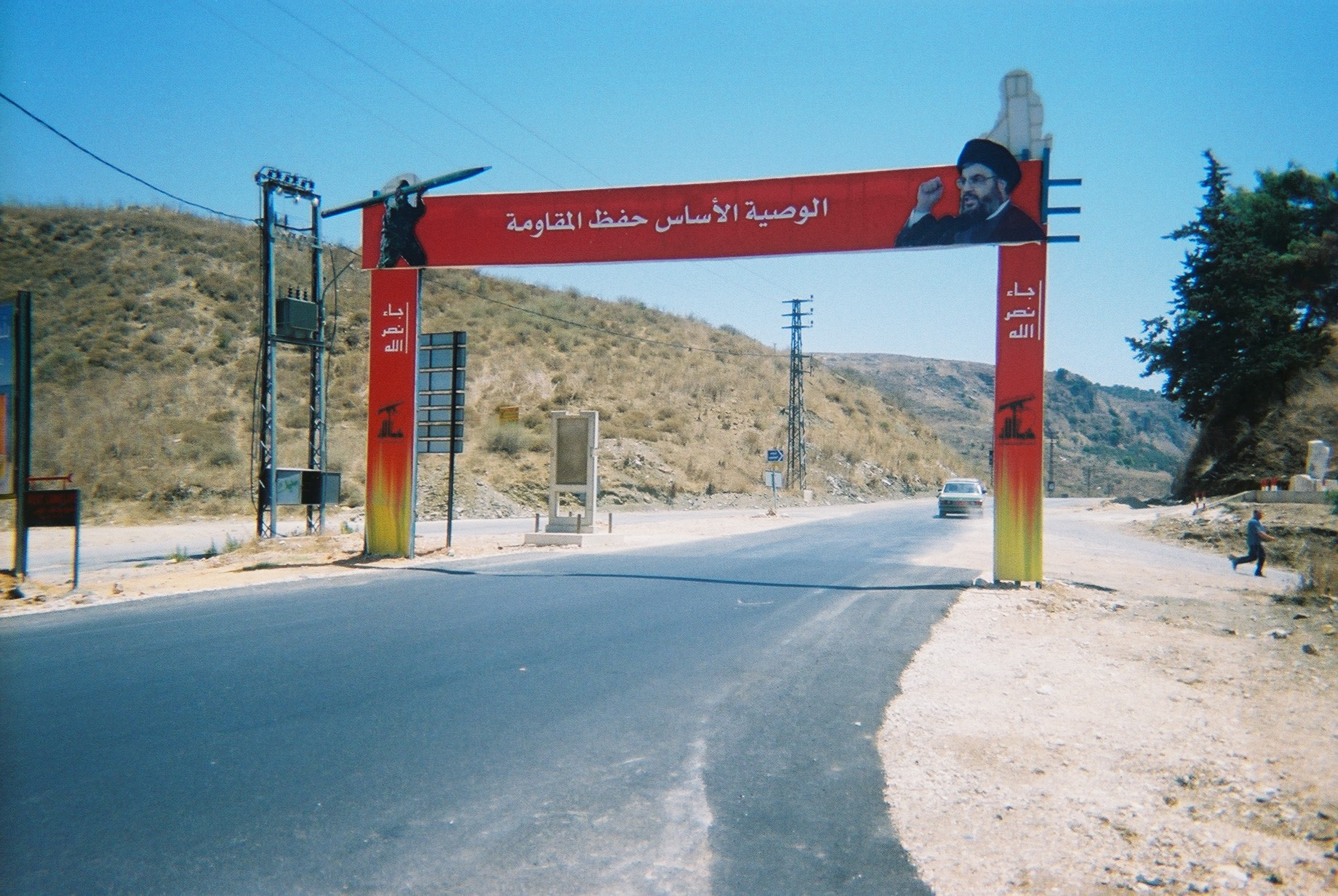
Un monument ridicat după război în sudul Libanului care înfățișează rachete și imaginea liderului Hezbollah Hassan Nasrallah

La momentul izbucnirii ostilităților, prim ministrul Fuad Saniora a promis să țină în frâu Hezbollah-ul într-un efort de a opri ofensiva Israelului. Saniora a spus că s-ar putea întâmpla ca statul suveran al Libanului să înceteze să mai existe dacă organizația nu este dezarmată. Fostul președinte al Libanului, Amin Gemayel, un critic recunoscut al organizației Hezbollah, a spus „Hezbollah-ul a desfășurat în mod unilateral o acțiune, dar repercusiunile acesteia vor afecta întreaga țară”.
Războiul a adâncit vechile divergențe din Liban cu privire la rolul organizației Hezbollah. Mulți au considerat că organizația este singurul luptător împotriva Israelului. Alții au apreciat că Hezbollah-ul este o miliție periculoasă care aplică politicile Iranului și ale Siriei în Liban. Diferențele de opinie au urmat liniile sectare cele mai cunoscute, cu șiiții care în mare sprijineau grupul, suniții, creștinii și druzii care se opuneau acestuia.
Un sondaj de opinie din iulie 2006 a ajuns la concluzia că 80% din cetățenii libanezi de religie creștină, 80% dintre druzi și 89% dintre suniți au sprijinit Hezbollah, un grup musulman șiit .
Pe 27 august 2006, Nasrallah a declarat că „Dacă știam că luarea de prizonieri va duce la război, cu siguranță nu am fi făcut asta”. Această declarație a fost făcută cu o zi înainte de vizita secretarului general ONU Kofi Annan în Liban.
Pe 22 septembrie 2006, aproximativ 800 de suporteri ai organizației Hezbollah s-au adunat la Beirut pentru un miting la care Nasrallah a declarat că Hezbollah-ul a dobândit o „victorie divină și strategică”.

### Reacții în Israel
La câteva ore după bombardamentul executat de Israel asupra Libanului în data de 13 iulie 2006, sute de protestatari s-au adunat în Tel Aviv pentru a-și manifesta opoziția față de război.
Pe 22 iulie aproximativ 2000 de persoane, inclusiv cetățeni palestinieni de origine arabă din Israel, au cerut încetarea ofensivei în cadrul unui marș de protest în Piața Rabin din Tel Aviv.
Pe 5 august israelienii au organizat o demonstrație în Tel Aviv la care au participat inclusiv foștii membrii ai Knessetului din partea partidului Meretz, Mossi Raz, Naomi Hazan și Yael Dayan.
Inițial, un sondaj de opinie realizat de un post de radio israelian a arătat că părerile israelienilor erau împărțite, dar cei mai mulți credeau că nimeni nu va câștiga.
Pe 25 august, 65% dintre israelieni voiau ca Olmert să demisioneze din cauza modului în care a înțeles să ducă războiul.
Olmert a recunoscut în fața Knessetului că au fost făcute greșeli în războiul din Liban, deși a apreciat Rezoluția 1701 ca fiind o realizare pentru Israel care va aduce acasă soldații capturați și a spus că operațiunile au alterat balanța strategică regională vizavi de Hezbollah.
Dan Halutz, comandantul Marelui Stat Major israelian,  a recunoscut eșecurile conflictului.
Pe 15 august, guvernul israelian și liderii armatei i-au cerut lui Dan Halutz să demisioneze după un scandal cu privire la acțiunile  vândute de acesta la trei ore de la momentul capturării soldaților israelieni de către Hezbollah. Halutz a demisionat la 17 ianuarie 2007.
Pe 21 august un grup de soldați rezerviști și părinții soldaților uciși în conflict au pornit o mișcare de protest solicitând demisia lui Olmert și înființarea unei comisii de anchetă. Au montat un cort în fața Knessetului, iar numărul membrilor mișcării a crescut la 200 până pe 25 august. S-a alăturat protestului și influenta Mișcare pentru calitatea guvernării în Israel.
Pe 28 august Olmert a anunțat că nu va fi nicio comisie de anchetă independentă sau guvernamentală, dar că două inspecții vor verifica eșalonul politic, respectiv Armata Israeliană, și că o a treia comisie de inspecție, care va fi anunțată mai târziu, va verifica Frontul intern. Toate aceste inspecții vor avea un mandat limitat și o autoritate mai mică decât o singură comisie de anchetă condusă de un judecător pensionat.
Inspecțiile politică și militară urmau a fi conduse de fostul director al Mossadului Nahum Admoni, respectiv de fostul șef al Marelui Stat Major Amnon Lipkin-Shahak. Criticii au arătat că înființarea acestor inspecții va duce la o mușamalizare din cauza autorității lor limitate, scopului limitat al investigației și pentru că nu vor fi conduse de un judecător pensionat.
Din cauza acestor presiuni, pe 11 octombrie Admoni a fost înlocuit de judecătorul Eliyahu Winograd ca președinte al inspecției politice și chiar inspecția a fost ridicată la gradul de comisie guvernamentală cu un mandat aproape ca o comisie de stat. Pe 12 septembrie Moshe Arens, fostul ministru al apărării, a vorbit despre „înfrângerea Israelului”, în cererea sa de a se constitui o comisie statală de anchetă. A spus că Israelul a pierdut „în fața unui grup mic de oameni, 5000 de luptători Hezbollah, care nu erau deloc potriviți pentru Armata Israeliană” și a declarat că acest conflict ar putea avea „consecințe fatale pentru viitor”.
Dezvăluind intenția sa de a demisiona, Ilan Harari, șeful programului de pregătire profesională al Armatei Israeliene, a declarat în cadrul unei conferințe ofițerilor superiori din cadrul Armatei Israeliene că Israelul a pierdut războiul. Harari a fost primul ofițer superior aflat în serviciu care a făcut o asemenea declarație publică.
Generalul maior Yiftah Ron Tal a devenit pe 4 octombrie al doilea ofițer de rang superior și ofițerul cu cel mai înalt grad care a și-a expus părerea cu privire la faptul că Armata Israelienă a eșuat să „câștige convingător bătălia împotriva Hezbollah-ului” și care a cerut demisia generalului Dan Halutz.
Ron-Tal a fost demis pentru că a făcut aceste comentarii critice, dar și pentru alte motive.
Oricum, Eyal Zisser, directorul Centrului de Studii pentru Orientul Mijlociu și Africa din cadrul Universității din Tel-Aviv, a avut o poziție contrară și a exprimat opinia că rezultatul războiului a fost un succes strategic pentru Israel și o înfrângere a Hezbollah-ului. El a observat că Hezbollah-ul a „pierdut aproape o treime din forțele de elită” și că „în ciuda greșelilor care au fost făcute de Armata Israeliană în dirijarea campaniei militare, soldații israelieni au triumfat în fiecare confruntare directă cu Hezbollah-ul”. El a conchis că „pe măsură ce trece timpul, severitatea loviturii suferite de Liban și de poporul său în războiul din 2006 va deveni mai clară”.
Punctul de vedere exprimat de Zisser a fost împărtășit de istoricul militar olandez și israelian Martin van Creveld care a argumentat că organizația Hezbollah „a fost scoasă din luptă”, a pierdut sute de membri și că organizația a fost „aruncată din sudul Libanului” fiind înlocuită de „o robustă forță ONU de menținere a păcii”. El a subliniat că, urmare rezultatului războiului, Israelul a experimentat un nivel de calm la frontiera cu libanul neîntâlnit în ultimele patru decenii.
În 2008 Ehud Barak, noul ministru al apărării care i-a succedat lui Perez, a declarat că războiul nu a reușit să dezarmeze Hezbollah-ul și că grupul este și mai bine înrădăcinat în sudul Libanului, iar mai târziu a afirmat că „Hezbollah-ul este mai puternic decât oricând și are mai multe rachete decât la începutul conflictului din vara anului 2006”.
Mai târziu a observat că „descurajarea (indusă de israeliani) încă există”
În martie 2007, în urma presiunilor făcute de familiile îndoliate, Comitetul interministerial israelian pentru simboluri și ceremonii a decis că acest conflict poate fi definit ca război. Două zile mai târziu, Comitetul a decis să numească războiul „Al Doilea Război din Liban”, o decizie aprobată ulterior de guvernul israelian..
Generalul maior în rezervă Yaakov Amidror a evidențiat numărul militanților Hezbollah uciși, răspunsul militar rapid la atacurile Hezbollah-ului cu rachete cu rază lungă de acțiune, înlocuirea Hezbollah-ului, după război, cu Armata libaneză și cu UNIFIL în sudul Libanului și faptul că Iranul a pierdut Hezbollah-ul văzut ca piedică împotriva unui atac al Israelului de după război. Thomas Friedman a adăugat că războiul a fost „o uriașă pierdere strategică pentru Hezbollah” și a comparat pierderile uriașe suferite de Hezbollah și de Liban cu „daunele relativ minore” suferite de Israel ca s-a bucurat de „o creștere a efortului”.

#### Raportul Comisiei Winograd
Potrivit Raportului Comisiei Winograd, al doilea război libanez a fost privit ca o „ocazie pierdută”. S-a opinat că „Israelul a inițiat un război lung, care s-a sfârșit fără o victorie militară evidentă”. Raportul a afirmat că „o organizație semi-militară formată din câteva mii de oameni a opus rezistență, pentru o perioadă de câteva săptămâni, celei mai puternice armate din Orientul Mijlociu, care s-a bucurat de o superioritate aeriană deplină, de resurse umane și de avantaje tehnologice”. Mai mult, atacurile cu rachete ale Hezbollah-ului au fost continue în cursul conflictului, iar Armata Israeliană nu a oferit niciun răspuns efectiv. După o lungă perioadă de impas, Armata Israeliană a lansat o ofensivă terestră de amploare aproape de momentul adoptării rezoluției ONU prin care a fost impusă încetarea focului. „Această ofensivă nu a dus la câștiguri militare și nu a fost completă”.
În cuprinsul raportului, Comisia a constatat că o „decizie a fost luată în noaptea de 12 iulie pentru a reacționa la capturarea soldaților cu o acțiune militară imediată și independentă și pentru a stabili ... ținte ambițioase”. Această hotărâre a avut repercusiuni asupra deciziilor ulterioare care au fost limitate numai la o alegere între a) „o lovitură scurtă, dureroasă și neașteptată asupra Hezbollah-ului” și b) „să se producă o schimbare majoră a realității din sudul Libanului printr-o mare operațiune terestră care să ocupe sudul Libanului și să îl curățe de Hezbollah”. „Faptul că Israelul a pornit războiul înainte să se ia o decizie cu privire la alegerea care trebuia făcută și fără o strategie de ieșire a constituit un eșec serios în procesul de luare a deciziilor”.
În ceea ce privește câștigurile, Comisia a raportat că „Rezoluția 1701 a Consiliului de Securitate și faptul că a fost adoptată în unanimitate, a fost un câștig pentru Israel”.

### Reacții în lume

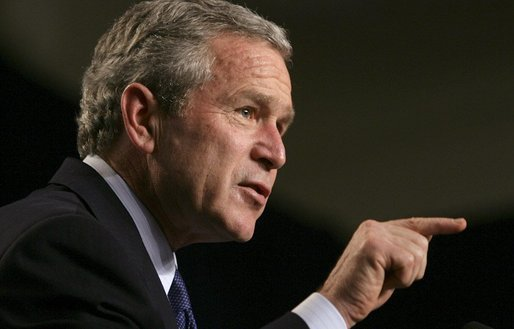
George W. Bush a declarat că Hezbollah-ul a pierdut războiul și că „o nouă putere îi va lua locul în sudul Libanului”

În urma conflictului, George Bush, președintele Statelor Unite ale Americii, a spus că Hezbollah-ul este răspunzător pentru declanșarea războiului și că grupul a fost învins de Israel.
Președintele SUA a respins afirmațiile liderilor Hezbollah referitoare la victoria grupării cu întrebarea: „cum puteți să pretindeți că ați învins când la un moment dat erați un stat în stat, într-o zonă sigură din sudul Libanului, iar acum sunteți înlocuiți de Armata Libaneză și de o forță internațională?”
În memoriile publicate în anul 2010, Bush a scris că Israelul „nu a știut să profite de ocazie” și că atacurile cu bombe executate de Israel, în special cele din nordul Libanului, au fost „de o valoare militară îndoielnică”.
Într-un discurs din 15 august 2006 Bashar al-Assad, președintele Siriei, a afirmat că rezistența arabă împotriva Israelului va deveni mai puternică. În acest sens, Bashar al-Assad a spus: „Armele voastre, avioanele, rachetele și chiar armele nucleare nu vă vor proteja în viitor”
Revista The Economist a conchis că, prin faptul că a supraviețuit unui conflict militar asimetric cu Israelul, Hezbollah-ul chiar a obținut o victorie militară și politică în acest război. În articol sunt citate faptele prin care Hezbollah-ul a putut să se apere pe teritoriul libanez și să atace cu rachete civili israelieni în condițiile în care Armata Israeliană desfășura campanii aeriene și terestre.
Matt M. Matthews, istoric militar, a lăudat forțele militare ale Hezbollah-ului și a subliniat ceea ce el a descris ca fiind „performanța mediocră a apărării israeliene”. A pus eșecul pe seama câtorva factori, incluzând aici încrederea constantă arătată de Halutz puterii aeriene, împreună cu operațiunile continue împotriva insurgenților palestinieni, efectuate în locul pregătirii pentru desfășurea unor operațiuni de luptă majore.
Serviciul de cercetări al Congresului SUA a apreciat că, deși capacitatea militară a organizației Hezbollah a fost redusă substanțial, potențialul său pe termen lung ca mișcare de gherilă a rămas intact. „Observatorii au comentat că a fost posibil pentru liderii Hezbollah să declare un anumit nivel al victoriei doar pentru că nu au pierdut în mod decisiv”.
Istoricul militar britanic John Keegan a declarat că rezultatul războiului a fost „raportat greșit ca fiind o înfrângere a Israelului”, din cauza opiniei nefavorabile Israelului din mijloacele de informare în masă internaționale. El a conchis că organizația Hezbollah a suferit pierderi grele și că încetarea focului a intrat în vigoare înainte ca Israelul să poată să scoată Hezbollahul din toate pozițiile sale. El a arătat și că numărul de decese produse de război susținut de Israel în cursul conflictului au alarmat guvernul Israelian și comanda armatei întrucât populația redusă ca număr a Israelului este foarte vulnerabilă la pierderile de vieți omenești din cursul bătăliilor.
Charles Krauthammer, editorialist și comentator politic, citând un interviu în care Nasrallah a recunoscut că nu ar fi capturat soldații israelieni dacă ar fi știut că acesta va fi un motiv de declanșare a conflictului, a scris: „recunoașterea făcută de Nasrallah, rămasă aproape necunoscută în occident, arată clar că libanezii știau deja. Poate că Hezbollah a câștigat războiul propagandei, dar pe teren a pierdut. Rău.” El a menționat că infrastructura de la granița cu Israelul a fost distrusă și că Hezbollah-ul nu o va reconstrui ușor, din cauza prezenței în zonă a Armatei Libaneze și a forțelor UNIFIL, pentru că sute din cei mai buni luptători ai Hezbollah au fost uciși în război și pentru că mulți libanezi s-au arătat nemulțumiți de faptul că Hezbollah-ul a provocat războiul care a devastat o mare parte a țării.
Michael Young, editor la ziarul Daily Star, a declarat că Hezbollah-ul a întors „duhoarea înfrângerii în mirosul victoriei” prin folosirea inteligentă a mașinii de propagandă. El a sugerat că Hezbollah-ul a avut analiști „legați la ochi” care au crezut în victorie și a opinat că „o să-și imagineze ceea ce Hezbollah-ul ar putea recunoaște ca pierdere din punct de vedere militar”.
Edward Luttwak, strateg militar și istoric american, a comparat acest conflict cu războiul de Iom Kippur din 1973, când la început, ceea ce părea o retragere a israelienilor, s-a transformat mai târziu într-o victorie a Israelului și o înfrângere a arabilor. El a declarat și că, deși câteva tancuri israeliene au fost lovite de rachete, acestea au limitat în mare parte numărul victimelor israeliene. De asemenea, a arătat că Hezbollah-ul nu a reușit să producă pierderi masive Armatei Israeliene și să ucidă un număr mare de israelieni prin atacurile cu rachete.
Brendan Simms, profesor la Cambridge, a sintetizat astfel războiul: „Hezbollahul a suferit o înfrângere (dar sunt prea deștepți să recunoască asta) și Israelul a obținut un succes pe termen lung (dar sunt prea înguști la minte pentru a înțelege așa ceva)”.
Ziaristul Michael Totten a scris că „Hezbollah-ul a pierdut și știe asta”. El se întreabă de ce organizația Hezbollah nu a atacat Israelul când Armata Israeliană a atacat organizația Hamas în Gaza în 2008 și observă că cei mai mulți dintre suporterii lui Nasrallah „vor să determine o invazie israeliană, nu să invite Israelul să invadeze”. Totten a conchis că lăudăroșenia lui Nasrallah „dă bine în lumea arabă”, dar că victoria din 2006 a semănat cu „o casă pustie”.

### Repercusiuni financiare
Războiul a dus la un regres financiar enorm pentru Liban, cu o scădere estimată a creșterii economice de la 6% la 2% și la o pierdere de 5 miliarde de dolari (22% din PIB) reflectată în costuri directe și indirecte, în timp ce pentru Israel pierderea a fost estimată la 3,5 miliarde de dolari..
Costurile indirecte pentru Israel au inclus o scădere a creșterii economice de 0,9%, în timp ce pierderea pentru turism a fost estimată la 0,4% din PIB în anul următor.
Conform unui analist al Associated Press, cea mai importantă victimă a fost unitatea fragilă dintre grupurile politice și sectare libaneze. În sens contrar, un articol din Asia Times indică drept dovezi de consolidare a relațiilor ajutorul dat de Michel Aoun, liderul Mișcării Libere Patriotice, organizației Hezbollah și asigurarea de locuințe pentru refugiații șiiți.